# Liste der Kulturdenkmale in Weißenborn/Erzgeb.
In der Liste der Kulturdenkmale in Weißenborn/Erzgeb. sind die Kulturdenkmale der sächsischen Gemeinde Weißenborn/Erzgeb. verzeichnet, die bis September 2024 vom Landesamt für Denkmalpflege Sachsen erfasst wurden (ohne archäologische Kulturdenkmale). Die Anmerkungen sind zu beachten.
Diese Aufzählung ist eine Teilmenge der Liste der Kulturdenkmale im Landkreis Mittelsachsen.

## Weißenborn/Erzgeb.
| Bild                                    | Bezeichnung | Lage                                                  | Datierung | Beschreibung | ID       |
| --------------------------------------- | --- | ----------------------------------------------------- | --- | --- | -------- |
| Direkt Bild zu diesem Denkmal hochladen | Kunstgraben am Stangenberg (Wernergraben, Muldenwasserversorgung)                                                          | (am Stangenberg, Flurstück 610/1) (Karte)             | Ab 1827 | Wasserwirtschaftliche Anlage des sächsischen Bergbaus zur Versorgung der Grube Morgenstern, der Muldner Hütte sowie der dortigen Pulverfabrik mit Aufschlag- und Betriebswasser, Teil der sogenannten Muldenwasserversorgung, bergbau-, orts- und technikgeschichtlich von Bedeutung | 09209118 |
| Direkt Bild zu diesem Denkmal hochladen | Sachgesamtheitsbestandteil Altbergbaugebiet Rammelsberg                                                                    | (Flurstücke 523, 525, 526, 532/1, 536/1, 545) (Karte) | 15. Jahrhundert bis ca. 1950 Bergbauaktivitäten im Revier                                                              | Sachgesamtheitsbestandteil der Sachgesamtheit Altbergbaugebiet Rammelsberg im Freiberger Revier: Bergbaufolgelandschaft mit Halden und Bingen, Halden- und Bingenzügen, mehreren Huthäusern und Resten von Bergbauteichen im Gebiet der Gemeinde Bobritzsch-Hilbersdorf mit den zugehörigen Ortsteilen Hilbersdorf und Niederbobritzsch sowie der Gemeinde Weißenborn/Erzgeb. mit dem zugehörigen Ortsteil Weißenborn, davon gehören zum Teilabschnitt Gemeinde Weißenborn/Erzgeb. die Einzeldenkmale ehemaliges Huthaus und Halde der Grube „Himmelsfürst samt Günther-Erbstolln“ (09209146) und die Sachgesamtheitsteile Halden, Bingen, Halden- und Bingenzüge sowie ein Teichdamm; Altbergbaugebiet Rammelsberg und Schieferleithe mit einer Vielzahl von kleinen Halden und Bingen auf den Fluren von Hilbersdorf, Niederbobritzsch und Weißenborn, wichtiges frühes Abbaugebiet des Freiberger Reviers mit Blütezeit im 16. Jahrhundert, in dieser Zeit auch reger Zinnbergbau, Hauptbergbau auf Silber, Kupfer und Blei, Abbautätigkeiten von wenigen Gruben noch bis ins 19. Jahrhundert hinein, zuletzt Erzerkundungsarbeiten durch die SDAG Wismut nach 1945, von ortsgeschichtlicher, bergbaugeschichtlicher und landschaftsprägender Bedeutung (siehe Sachgesamtheit der Gemeinde Bobritzsch-Hilbersdorf, Ortsteil Hilbersdorf, sowie 09306040 des Ortsteils Niederbobritzsch) | 09306041 |
| Direkt Bild zu diesem Denkmal hochladen | Wohnhaus (Commungut) | Bobritzscher Straße 1 (Karte)                         | 2. Hälfte 18. Jahrhundert                                                                                              | Regionaltypische Holzbauweise, baugeschichtlich von Bedeutung. Erdgeschoss massiv (Bruchstein), Obergeschoss Fachwerk (verbrettert), zwei Stichbogenportale mit Schlussstein aus Porphyr, Sandsteingewände an den Fenstern, Holztraufgesims, Satteldach (Falzziegeldeckung). | 09209136 |
| Direkt Bild zu diesem Denkmal hochladen | Ehemalige Schule und Heiste                                                                                                | Dorfstraße 10 (Karte)                                 | 1. Hälfte 18. Jahrhundert                                                                                              | Regionaltypischer Fachwerkbau, bau- und ortsgeschichtlich von Bedeutung. Erdgeschoss massiv (Bruchstein), Obergeschoss Fachwerk (verputzt und verbrettert), beide Giebel verbrettert, Fenster mit Verdachung, Rückseite verbrettert, auf Grund der Hanglage nur eingeschossig, Holztraufgesims, Satteldach (Preolitschieferdeckung). | 09209133 |
| Direkt Bild zu diesem Denkmal hochladen | Wohnhaus und Brunnenhaus                                                                                                   | Dorfstraße 27 (Karte)                                 | 1. Hälfte 19. Jahrhundert                                                                                              | Zeit- und landschaftstypischer Fachwerkbau, kleines Behäusnis für den Brunnen, baugeschichtlich von Bedeutung. Erdgeschoss massiv, Obergeschoss Fachwerk (teilweise verkleidet), Fenstergröße unverändert, Lukenöffnung über der Haustür, Satteldach (Dachpappe und straßenseitig Naturschiefer). | 09209145 |
| Direkt Bild zu diesem Denkmal hochladen | Wohnhaus | Dorfstraße 46 (Karte)                                 | 1. Hälfte 19. Jahrhundert                                                                                              | Bildprägender Fachwerkbau, dokumentiert alte Ortsstruktur, baugeschichtlich von Bedeutung. Erdgeschoss massiv, (Bruchstein verputzt), Sandsteingewände, Obergeschoss Fachwerk, Giebelseite verbrettert, Satteldach (Schiefer), Giebel verbrettert, über Eingangsportal ist die ehemalige Luke noch erhalten. | 09209138 |
| Direkt Bild zu diesem Denkmal hochladen | Wohnhaus | Dorfstraße 47 (Karte)                                 | Mitte 19. Jahrhundert                                                                                                  | Zeittypischer Wohnbau mit intaktem Fachwerk-Obergeschoss, bildprägender verschieferter Fachwerk-Giebel, baugeschichtlich von Bedeutung. Erdgeschoss massiv, Bruchstein verputzt, Obergeschoss Fachwerk, Satteldach (Schiefer), Erdgeschoss mit Überformungen. | 09209137 |
| Direkt Bild zu diesem Denkmal hochladen | Ehemaliges Armenhaus (heute Wohnhaus)                                                                                      | Dorfstraße 57 (Karte)                                 | Um 1880 | Als ehemaliges Armenhaus und Gefängnis von ortshistorischer Bedeutung. Zweigeschossig, rückwärtig Obergeschoss Fachwerk, ansonsten Obergeschoss massiv, (Ziegel), Giebelseite Fachwerk (verbrettert), auf der Gebäuderückseite findet sich ein verbretterter Anbau über beide Geschosse (Abtritt), Satteldach (Preolitschindeln). | 09209139 |
| Direkt Bild zu diesem Denkmal hochladen | Wohnhaus (Schweizerhaus)                                                                                                   | Dorfstraße 63 (Karte)                                 | 1863 | Mit bildprägendem Fachwerk-Giebel, baugeschichtlich von Bedeutung. Zweigeschossig mit Drempel, Erdgeschoss massiv (Bruchsteinmauerwerk, verputzt), Obergeschoss Fachwerk (Lehmgefache), Straßenseite und nördlicher Giebel verkleidet (Schiefer), im Erdgeschoss Rahmenflügeltüren, flaches Satteldach (Dachpappeschindeln). | 09209140 |
| Direkt Bild zu diesem Denkmal hochladen | Wohnstallhaus | Dorfstraße 68 (Karte)                                 | 2. Hälfte 18. Jahrhundert                                                                                              | In sehr gutem Originalzustand erhaltenes, massives Wohnhaus mit Fachwerkobergeschoss, schöne Stichbogenportale mit Schlussstein, baugeschichtlich von Bedeutung. Zweigeschossig, massiv, Obergeschoss in Teilen verbrettert, Satteldach. | 09209142 |
| Direkt Bild zu diesem Denkmal hochladen | Wohnstallhaus eines Dreiseithofes                                                                                          | Dorfstraße 75 (Karte)                                 | Ende 19. Jahrhundert                                                                                                   | Weitgehend originales massives Gebäude in markanter Hanglage, baugeschichtlich von Bedeutung. Wohnstallhaus zweigeschossig, massiv, relativ flaches Satteldach. Seitengebäude völlig überformt. | 09209141 |
| Direkt Bild zu diesem Denkmal hochladen | Wohnstallhaus eines ehemaligen Dreiseithofes (Erlerhof)                                                                    | Dorfstraße 87 (Karte)                                 | Um 1800 | Obergeschoss Fachwerk verbrettert, bau- und heimatgeschichtlich von Bedeutung. Erdgeschoss Bruchstein, Sandsteintür- und Fenstergewände. | 09209144 |
| Direkt Bild zu diesem Denkmal hochladen | Ehemaliges Huthaus und Halde der Grube „Himmelsfürst samt Günther-Erbstolln“ (Einzeldenkmale der Sachgesamtheit 09306041)  | Forstweg 22 (Karte)                                   | 2. Hälfte 17. Jahrhundert (Huthaus); 17./18. Jahrhundert (Halde)                                                       | Einzeldenkmale der Sachgesamtheit Altbergbaugebiet Rammelsberg; als Zeugnisse der wirtschaftlich bedeutendsten der Weißenborner Zechen und als letztes in Weißenborn erhaltenes Zechengebäude von bergbaugeschichtlicher Bedeutung. Ehemaliges Huthaus zweigeschossig, massiv, steiles Satteldach, saniert, dahinter Haldenaufschüttung eines Tageschachtes auf den Günther Morgengang, Huthaus der zwischen 1682 (Ersterwähnung) und 1852 betriebenen Grube „Himmelsfürst samt Günther-Erbstolln“ (teils auch als Alte Himmelsfürst Zeche in Kartenwerken verzeichnet), die auf den Erzgängen Günther Morgengang sowie Gott mit uns Stehender baute, Verlauf des Erzganges Günther Morgengang obertägig markiert durch den nordöstlichen Halden- und Bingenzug sowie die größere Haldenaufschüttung des Günther Tageschachtes im Anschluss daran (Teile der Sachgesamtheit Altbergbau Rammelsberg – der Günther Tageschacht, ein leicht tonnenlägig angelegter, knapp 30 m tiefer Schacht war der Hauptschacht der Grube), während ihrer Betriebszeit brachte die Grube 1.376,5 kg Silber, 2.876 kg Kupfer und 17.510 kg Blei (letzteres als abbauwürdiges Metall erst ab 1800 in Ausbeutebüchern dokumentiert) aus, war damit der bedeutendste Weißenborner Grubenbetrieb. Blütezeit im 18. Jahrhundert, zuletzt nur noch Betrieb als Zubußzeche (mit Zuschüssen), das Huthaus enthielt Magazin (Gezähekammer), Betstube und vermutlich eine Wohnung für den Hutmann der Grube, zudem gelangte man aus dem Keller des Huthauses direkt in die Grubengebäude (Zugang inzwischen vermauert), weiterhin gehörte eine Bergschmiede, zwei Pochwerke und eine Schmelzhütte zu den Tagegebäuden der Grube, die Grubengebäude umfassten zwei Stolln (oberer und tiefer Stolln, letzterer mit einer Länge von knapp 800 m) sowie mehrere Tageschächte auf diese, der Günther Tageschacht reichte dabei bis zur ersten Stollnsohle, der ebenfalls etwa 30 m tiefe Joel Blindschacht verband diese mit dem tiefen Stolln (dem Günther-Erbstolln, der als Erbstolln die oberhalb gelegenen Grubengebäude entwässerte). | 09209146 |
| Direkt Bild zu diesem Denkmal hochladen | Forsthaus | Forstweg 24 (Karte)                                   | Um 1800 | Weitestgehend original erhaltenes Gebäude mit Fachwerk-Obergeschoss, aussagekräftiges Zeugnis ländlicher Bauweise, baugeschichtlich von Bedeutung. Erdgeschoss massiv, Obergeschoss Fachwerk verbrettert, Giebel Fachwerk verbrettert, steiles Satteldach, Baukubatur intakt, Fenster unverändert. | 09209149 |
| Weitere Bilder                          | Kirche (mit Ausstattung), Kirchhof mit Einfriedungsmauer und Denkmal für die Gefallenen des Ersten und Zweiten Weltkrieges | Frauensteiner Straße (Karte)                          | 1500 (Kirche); bezeichnet mit 1560 (Taufe); bezeichnet mit 1612 (Epitaph); 17. Jahrhundert (Ausstattung); 1872 (Orgel) | Spätgotische Saalkirche, verputzter Gneis- und Sandsteinbau mit dreiseitig geschlossenem Chor, Satteldach mit barockem Dachreiter mit Haube und Laterne, bau- und ortsgeschichtlich von Bedeutung, siehe Dehio Sachsen II, S. 1017/1018. Bruchsteinmauer fasst den Kirchhof ein, in die Kirchhofsmauer straßenseitig eingelassen Gedenktafel: „Den Opfern der beiden Weltkriege zum Gedenken, den Lebenden zur Mahnung“. In der Kirche zwei Gedenkstätten für Gefallene des Ersten und Zweiten Weltkrieges. | 09209123 |
| Weitere Bilder                          | Schloss mit Gedenktafel des Rittergutes Weißenborn                                                                         | Frauensteiner Straße 8 (Karte)                        | 16./17. Jahrhundert, im Kern älter (Schloss); nach 1763 (Gedenktafel)                                                  | Oval geschlossene, burgartige Schlossanlage mit kleinem Innenhof, regionalhistorisch und ortsgeschichtlich von Bedeutung. Verputzter dreigeschossiger Bruchsteinbau, als kleine ovale Anlage um Innenhof errichtet, im Innenhof Treppenturm und Laubengang, siehe Dehio Sachsen II, S. 1018/1019. Gedenktafel (Siebenjähriger Krieg), dahinter liegender Grünbereich mit Teich kein Gartendenkmal, historisch nicht zu belegen. | 09209125 |
| Direkt Bild zu diesem Denkmal hochladen | Pfarrhaus | Frauensteiner Straße 10 (Karte)                       | 1. Hälfte 19. Jahrhundert                                                                                              | Fachwerk-Bau in gutem Originalzustand, bau- und ortsgeschichtlich von Bedeutung. Erdgeschoss massiv, Obergeschoss Fachwerk, straßenseitig verbrettert, Giebelseite Sichtfachwerk, Satteldach (Schiefer), Sandsteingewände. | 09209124 |
| Weitere Bilder                          | Gutsverwalterhaus (heute Rathaus) des ehemaligen Rittergutes                                                               | Frauensteiner Straße 14 (Karte)                       | Um 1800 | Im Kern barocker Putzbau mit übergiebeltem Seitenrisalit, dort Tordurchfahrt in den ehemaligen Wirtschaftshof, bau- und ortsgeschichtlich von Bedeutung. Zweigeschossiger Putzbau, Mansardwalmdach, L-förmiger Grundriss, Erdgeschoss und Durchfahrt mit einfachen Kreuzgratgewölben, saniert, neue Fenster, stark geglättet. | 09209135 |
| Direkt Bild zu diesem Denkmal hochladen | Straßenbrücke über die Freiberger Mulde                                                                                    | Freiberger Straße (Karte)                             | Um 1900 | Zweibogige Natursteinbrücke über die Freiberger Mulde mit schmiedeeisernem Geländer, bau- und technikgeschichtlich von Bedeutung | 09209131 |
| Direkt Bild zu diesem Denkmal hochladen | Mühle (später Werkschule)                                                                                                  | Freiberger Straße 3 (Karte)                           | Um 1800 | Weitgehend authentisch erhaltenes Mühlengebäude mit bau-, orts- und technikgeschichtlicher Bedeutung. Zweigeschossig, massiv, Nordgiebel Fachwerk, Wand-Öffnungsverhältnis intakt, Segmentbogenportal, Satteldach. Die Alte Mühle gehörte ehemals zum Rittergut und war eine Zwangsmühle, d. h. die Bewohner des Ortes waren verpflichtet, ihr Getreide hier mahlen zu lassen. | 09209127 |
|                                         | Kontorhaus einer Papierfabrik                                                                                              | Freiberger Straße 5 (Karte)                           | Ende 19. Jahrhundert                                                                                                   | Im Heimatstil errichteter bildprägender Bau mit markanter Verbretterung des Obergeschosses, als Eingangsgebäude zur ehemaligen Fabrik von bau- und ortsgeschichtlicher Bedeutung. Erdgeschoss massiv, Obergeschoss massiv mit Verbretterung, Walmdach, Dachreiter, alte Fensterläden, Heimatstil. | 09209128 |
|                                         | Wohnhaus (später Post) | Freiberger Straße 9 (Karte)                           | 1833 | Zur Papierfabrik gehörendes und über beide Geschosse in Fachwerkbauweise ausgeführtes Fachwerkhaus, baugeschichtlich, ortsgeschichtlich und straßenbildprägend von Bedeutung. Zweigeschossig, Fachwerk, Rückseite massiv, einseitiges Krüppelwalmdach, originale Haustür. | 09209129 |
| Direkt Bild zu diesem Denkmal hochladen | Wohnhaus | Freiberger Straße 11 (Karte)                          | Mitte 19. Jahrhundert                                                                                                  | Obergeschoss Fachwerk, bauliche Einheit mit Nummer 9, baugeschichtlich von Bedeutung. Erdgeschoss massiv, Obergeschoss massiv verbrettert, eingeschossiger Anbau, saniert. | 09209130 |
| Direkt Bild zu diesem Denkmal hochladen | Drei Wohnhäuser mit Verbindungsbau                                                                                         | Freiberger Straße 12, 14, 16, 18 (Karte)              | Um 1920 | Im ländlichen Heimatstil errichtete Häuser mit markantem Fachwerk-Obergeschoss, außergewöhnliche Wohnhausarchitektur der Zeit um 1920, vermutlich Arbeiterwohnhäuser der Papierfabrik, baugeschichtlich von Bedeutung. Zwei zweigeschossige Bauten: Erdgeschoss massiv, Obergeschoss Fachwerk, Satteldach mit Hechtgaube, Anbauten (eingeschossig), Giebelseiten verbrettert, Gebäude sind verbunden über eingeschossigen Bau. | 09209132 |
| Direkt Bild zu diesem Denkmal hochladen | Wohnhaus | Freiberger Straße 32 (Karte)                          | 1896 | Gründerzeitlicher Klinkerbau in gutem Originalzustand, baugeschichtlich von Bedeutung. Zweigeschossig, Segmentbogenfenster, Gewände: profilierte Klinker, Satteldach. | 09209122 |
| Direkt Bild zu diesem Denkmal hochladen | Mühle (Langenrinnesche Mühle, Schubertmühle)                                                                               | Freiberger Straße 41 (Karte)                          | 2. Hälfte 18. Jahrhundert                                                                                              | Bildprägender Fachwerkbau von bau-, orts- und technikgeschichtlicher Bedeutung. Erdgeschoss massiv, Obergeschoss zum Teil Fachwerk (verbrettert), zum Teil massiv, Stichbogenportal, Satteldach (verschiefert), Dachausbau, hinten große Dachfenster. | 09209117 |
| Direkt Bild zu diesem Denkmal hochladen | Brücke über den Wernergraben                                                                                               | Freiberger Straße 60 (vor) (Karte)                    | 19. Jahrhundert | Zeugnis alter Wegstruktur, baugeschichtlich von Bedeutung | 09209148 |
| Direkt Bild zu diesem Denkmal hochladen | Wohnstallhaus, ehemalige Schmiede                                                                                          | Süßenbach 1 (Karte)                                   | Nach 1828 | Bildprägender Fachwerk-Bau in gutem Originalzustand, landschaftstypische Volksarchitektur, baugeschichtlich von Bedeutung, von technikgeschichtlichem Wert als alte Schmiede. Erdgeschoss massiv, Obergeschoss Fachwerk (freiliegend), Krüppelwalmdach (verschiefert), Segmentbogenportal, originale Steingewände im Erdgeschoss, im Erdgeschoss einige Überformungen (Garage). | 09209120 |
| Direkt Bild zu diesem Denkmal hochladen | Gasthof (in der alten Ortslage Süßenbach)                                                                                  | Süßenbach 2a (Karte)                                  | Nach 1828 | Markanter Fachwerkbau in straßenbildprägender Lage, bau- und ortsgeschichtlich von Bedeutung. Erdgeschoss massiv, Obergeschoss Fachwerk, straßenseitig verputzt, markanter Fachwerk-Giebel, Krüppelwalmdach (verschiefert), 2 Schleppluken, Holztraufgesims. | 09209119 |
| Direkt Bild zu diesem Denkmal hochladen | Torbögen | Süßenbach 6 (Karte)                                   | Anfang 19. Jahrhundert                                                                                                 | Original erhaltene Torbögen aus Bruchsteinen, baugeschichtlich von Bedeutung | 09209121 |

## Berthelsdorf/Erzgeb.
| Bild                                    | Bezeichnung | Lage | Datierung                                                                                   | Beschreibung | ID       |
| --------------------------------------- | --- | --- | ------------------------------------------------------------------------------------------- | --- | -------- |
|                                         | Sachgesamtheitsbestandteil der Revierwasserlaufanstalt im Ortsteil Berthelsdorf/Erzgeb. mit Einzeldenkmalen                                                                                     | (Flurstücke 364, 362/2, 364, 362/4, 112/4, 112/3, 368a, 368a, 369, 369a, 658/1, 407/1, 377/2, 663/1, 400/6, 400/15, 387/1, 400/9, 400/17, 400/18, 400/19, 436/1, 437, 409/3, 435a, 651, 434a, 433, 474/2, 816, 371/2, 371/3, 500/7, 115/1, 515/2, 516, 532, 533b, 529b, 525c) (Karte) | 16.–18. Jahrhundert                                                                         | Sachgesamtheitsbestandteil der Sachgesamtheit Revierwasserlaufanstalt Freiberg im Ortsteil Berthelsdorf/Erzgeb. mit den Einzeldenkmalen: Röschenhaus, zwei Nebengebäude und Brunnenhaus (09208697), Müdisdorfer Rösche mitsamt Nebenzweig, Mundloch und Grenzstein (09304681), Hohe Birke Kunstgraben einschließlich aller Gewölbebrücken, Röschen und einem Mundloch sowie Mendenschachter Aufschlagrösche (09208707), Lother Teich einschließlich Teichdamm und Überlauf (09208698), Konstantin Teich einschließlich Teichdamm und Einlaufgebäude (09208746), Hüttenteich mit Teichdamm, Wellenschutzmauer, Überlauf und Flutrinne, Fluterhaus, Striegelhaus und Verteilerhaus sowie Bauerzuggraben (09208703); landschaftsbildprägende Bestandteile eines umfangreichen Systems der bergmännischen Wasserwirtschaft zur Versorgung des Freiberger Bergbaus mit Aufschlagwasser, bergbau- und ortsgeschichtlich von besonderer Bedeutung (siehe auch 08991218 in Großhartmannsdorf), seit 2019 zugehörig zur Kernzone und Pufferzone des UNESCO-Welterbes Montanregion Erzgebirge/Krušnohoří | 09306329 |
| Weitere Bilder                          | Hohe Birke Kunstgraben einschließlich aller Gewölbebrücken, Röschen und einem Mundloch sowie Mendenschachter Aufschlagrösche (Einzeldenkmale der Sachgesamtheit 09306329)                       | (Flurstücke 368a, 369, 369a, 658/1, 407/1, 377/2, 663/1, 400/6, 400/15, 387/1, 400/9, 400/17, 400/18, 400/19, 436/1, 437, 409/3, 435a, 651, 434a, 433, 474/2) (Karte) | 1589/1590                                                                                   | Einzeldenkmale der Sachgesamtheit Revierwasserlaufanstalt; künstlich angelegte ober- und untertägige Wasserleitung zwischen dem Rothbächer Teich auf Brand-Erbisdorfer Flur und dem Freiberger Ortsteil Zug, diente als Teil der Revierwasserlaufanstalt, einem umfangreichen System der bergmännischen Wasserwirtschaft, zur Bereitstellung von Aufschlagwasser für nahegelegene Gruben und Wäschen des Brander, Zuger und Freiberger Reviers, landschafts- und ortsbildprägendes Zeugnis der bergmännischen Wasserversorgung von besonderer bergbau- und ortsgeschichtlicher Bedeutung, seit 2019 zugehörig zur Kernzone und Pufferzone des UNESCO-Welterbes Montanregion Erzgebirge/Krušnohoří | 09208707 |
| Weitere Bilder                          | Kunstteich (Lother Teich, Mühlteich), einschließlich Teichdamm und Überlauf (Einzeldenkmal der Sachgesamtheit 09306329)                                                                         | (Flurstücke 371/2, 371/3) (Karte) | 2. Hälfte 16. Jahrhundert                                                                   | Einzeldenkmal der Sachgesamtheit Revierwasserlaufanstalt; landschaftsbildprägendes Bestandteil eines umfangreichen Systems der bergmännischen Wasserwirtschaft zur Versorgung des Freiberger Bergbaus mit Aufschlagwasser, bergbau- und ortsgeschichtlich von besonderer Bedeutung, seit 2019 zugehörig zur Pufferzone des UNESCO-Welterbes Montanregion Erzgebirge/Krušnohoří. Der Lother Teich (auch Lotterteich, Lothener Teich oder Mühlteich) wurde in der 2. Hälfte des 16. Jahrhunderts als Bestandteil der historischen Revierwasserlaufsanstalt (vgl. 08991218) angelegt, einem über mehrere Jahrhunderte hinweg entstandenen umfangreichen System an Kunstgräben, Röschen und Speicherteichen zur Ansammlung und Herbeileitung von Aufschlagwasser für den Freiberger Bergbau. Der Kunstteich speicherte das Wasser des Münzbaches, nahm aber auch das der Müdisdorfer Rösche (vgl. 09304681) sowie der oberhalb gelegenen Speicherteiche, dem Erzengler (vgl. 09208677) und dem Rothbächer Teich (vgl. 09208678), auf. Führte er ursprünglich der namensgebenden Grube Loth Aufschlagwasser zu, konnte man über den Münzbach bei Bedarf auch den Wasserspeicher des Hüttenteichs (vgl. 09208703) auffüllen und damit den weiterführenden Thurmhofer Kunstgraben sowie die angeschlossenen Gruben mit Aufschlagwasser unterstützen. Der Kunstteich besitzt einen etwa 120 Meter langen Erddamm mit Lehmdichtung und ein Stauvolumen von ca. 45.000 m³. Der um 1965 umfassenden Instandsetzungsmaßnahmen unterzogene Kunstteich ist heute nicht mehr Bestandteil der aktiven Revierwasserlaufanstalt, dient aber noch zur Trinkwasserversorgung Brand-Erbisdorfs. Als Bestandteil der historischen Revierwasserlaufsanstalt ist der landschaftsprägende Lother Teich nicht nur von ortsgeschichtlicher, sondernd auch von großer bergbauhistorischer Bedeutung, zeugt er doch im Zusammenspiel mit weiteren – teils fragmentarisch – erhaltenen bergbauwasserwirtschaftlichen Anlagen von den Anstrengungen, die zur Aufrechterhaltung des Erzbergbaus mittels wasserbetriebener Antriebs- und Aufbereitungstechnik unternommen wurden. | 09208698 |
| Direkt Bild zu diesem Denkmal hochladen | Wegestein | (Flurstück 434/2) (Karte) | 19. Jahrhundert                                                                             | Verkehrsgeschichtlich von Bedeutung, seit 2019 zugehörig zur Pufferzone des UNESCO-Welterbes Montanregion Erzgebirge/Krušnohoří. Stele aus Granit mit flachpyramidalem Abschluss, mit Inschriften „nach Brand“, „nach Müdisdorf“, „nach Freiberg“, „nach Erbisdorf“ sowie Richtungspfeilen. | 09208745 |
| Weitere Bilder                          | Kunstteich (Hüttenteich) mit Teichdamm, Wellenschutzmauer, Überlauf und Flutrinne, Fluterhaus, Striegelhaus und Verteilerhaus sowie Bauerzuggraben (Einzeldenkmale der Sachgesamtheit 09306329) | (Flurstücke 500/7, 115/1, 515/2, 516, 532, 533b, 529b, 525c) (Karte) | 1558–1560 (Kunstteich); um 1558 (Kunstgraben)                                               | Einzeldenkmale der Sachgesamtheit Revierwasserlaufanstalt; landschaftsbildprägende Bestandteile eines umfangreichen Systems der bergmännischen Wasserwirtschaft zur Versorgung des Freiberger Bergbaus mit Aufschlagwasser, bergbau- und ortsgeschichtlich von besonderer Bedeutung, seit 2019 zugehörig zur Kernzone und Pufferzone des UNESCO-Welterbes Montanregion Erzgebirge/Krušnohoří. Hüttenteich (auch Großer Hüttenteich), unterster Speicherteich innerhalb der Revierwasserlaufanstalt, erhält Wasser aus dem oberhalb gelegenen Konstantin Teich (vgl. 09208746) über eine in den sogenannten Bauerzuggraben mündende moderne Leitung (diese kein Denkmal). Bauerzuggraben mit teilweise erhaltenem Abzweig nach Nordosten (entwässerte in einen kleineren Teich gleich unterhalb des Hüttenteich-Damms). Kunstteich mit einem 443 m langen Teichdamm, dieser ist ein Erddamm mit Lehmkerndichtung und wasserseitiger Tarrasmauer und wird von einer Wellenschutzmauer abgeschlossen, mit Überlauf und regulierendem Fluterhaus (langes, schmales Fachwerkgebäude mit Schützen) und anschließender Flutrinne (Ausleitung in den Münzbach). Über dem Grundablass ein Striegelhaus auf der Dammkrone, am Fuße des Teichdamms Verteilerhaus. Über den Grundablass entwässerte der Kunstteich in den Junge Hohe Birke Kunstgraben, der den nördlich gelegenen Gruben Prophet Jonas und Junge Hohe Birke Aufschlagwasser zuführte (heute über Verteilerhaus Brauchwasserverteilung mittels Rohrleitungen zur Freiberger Industrie). | 09208703 |
| Weitere Bilder                          | Müdisdorfer Rösche mitsamt Nebenzweig, Mundloch und Grenzstein (Einzeldenkmale der Sachgesamtheit 09306329)                                                                                     | (Flurstücke 362/2, 364, 362/4, 112/4, 112/3, 368a) (Karte) | 1589–1590; 1598 Fertigstellung Nebenzweig                                                   | Einzeldenkmale der Sachgesamtheit Revierwasserlaufanstalt; landschaftsbildprägende Bestandteile eines umfangreichen Systems der bergmännischen Wasserwirtschaft zur Versorgung des Freiberger Bergbaus mit Aufschlagwasser, bergbau- und ortsgeschichtlich von besonderer Bedeutung, seit 2019 zugehörig zur Kernzone und Pufferzone des UNESCO-Welterbes Montanregion Erzgebirge/Krušnohoří | 09304681 |
| Weitere Bilder                          | Kunstteich (Konstantinteich) einschließlich Teichdamm und Einlaufgebäude (Einzeldenkmale der Sachgesamtheit 09306329)                                                                           | Am Graben (Karte) | Um 1580                                                                                     | Einzeldenkmale der Sachgesamtheit Revierwasserlaufanstalt; landschaftsbildprägende Bestandteile eines umfangreichen Systems der bergmännischen Wasserwirtschaft zur Versorgung des Freiberger Bergbaus mit Aufschlagwasser, bergbau- und ortsgeschichtlich von besonderer Bedeutung, seit 2019 zugehörig zur Kernzone des UNESCO-Welterbes Montanregion Erzgebirge/Krušnohoří. Kunstteich erstreckt sich über zwei Gemeinden (Freiberg, Stadt, Ortsteil Zug, Flurstück 188/5 / Weißenborn/Erzgeb., Ortsteil Berthelsdorf/Erzgeb., Flurstück 474/2), errichtet um 1580, erweitert 1912–1913, diente nachfolgend als Vorspeicher für die im Constantin- und Drei-Brüder-Schacht installierten Kavernenkraftwerke, Teichdamm als ringförmiger Erddamm mit Lehmkerndichtung und wasserseitiger Tarrasmauer (Länge 498 m). Einlaufgebäude schlichtes Funktionsgebäude mit Schütz, Teile des Teichdamms sowie Teichschütz am Abzweig eines ehemaligen Wäschgrabens, vermutlich später eines Aufschlaggrabens zu den Kavernenkraftwerken dabei auf Zuger Flur (vgl. 09201107), nordöstlich Grundablass in das Zuger Teilstück des Hohe Birke Kunstgrabens (vgl. ebenfalls 09201107), südöstlich vom Kunstteich abgehende Umgehungsleitung (modern – kein Denkmal) mit Anbindung an den sogenannten Bauerzuggraben zum Hüttenteich (vgl. 09208703). | 09208746 |
| Direkt Bild zu diesem Denkmal hochladen | Wartehalle | An der Zugspitze (Karte) | Bezeichnet mit 1912                                                                         | Haltepunkt an der Bahnstrecke Berthelsdorf–Großhartmannsdorf (6616; sä. BGh) für das überregional bedeutende Lederwerk Moritz Stecher, verkehrs- und ortsgeschichtlich von Bedeutung, seit 2019 zugehörig zur Kernzone des UNESCO-Welterbes Montanregion Erzgebirge/Krušnohoří. Wartehäuschen: Beton-Hohlblockstein. | 09306472 |
| Direkt Bild zu diesem Denkmal hochladen | Alte Mordgrube (Sachgesamtheit) | An der Zugspitze (Karte) | 16. Jahrhundert bis Anf. 20. Jahrhundert                                                    | Sachgesamtheit Alte Mordgrube: Bergbauanlagen im Gemeindegebiet von Brand-Erbisdorf sowie im Gemeindegebiet von Weißenborn/Erzgeb. (Ortsteil Berthelsdorf/Erzgeb.), davon gehören zum Teilabschnitt Berthelsdorf/Erzgeb.: die Einzeldenkmale Halde des Menden Schachts mit Haldenstützmauern sowie Erzbahndamm mit Resten eines Kunstgrabens (An der Zugspitze, 09305166) und das Sachgesamtheitsteil ehemalige Obstwiese der Lederwerke Moritz Stecher;als eines der bekannten und hinsichtlich des Denkmalbestandes bedeutenden Bergbauensembles des Freiberger und Brander Reviers von großer bergbau- und technikgeschichtlicher Bedeutung, aufgrund der Nachnutzung des Komplexes zum Ende des Bergbaus durch die Lederwerke Moritz Stecher einzigartig und zudem von großer regionalgeschichtlicher, industriegeschichtlicher sowie landschaftsbildprägender Bedeutung (siehe auch 09208594 in der Gemeinde Brand-Erbisdorf), seit 2019 zugehörig zur Kernzone des UNESCO-Welterbes Montanregion Erzgebirge/Krušnohoří | 09305169 |
| Direkt Bild zu diesem Denkmal hochladen | Halde des Menden-Schachts mit Haldenstützmauern sowie Erzbahndamm mit Resten eines Kunstgrabens (Einzeldenkmale der Sachgesamtheiten 09305169, 09208674 und 09208594)                           | An der Zugspitze (Karte) | 16. Jahrhundert bis Anfang 20. Jahrhundert (Halde); 1829/1830 (Kunstgraben und Erzbahndamm) | Einzeldenkmale der Sachgesamtheit Alte Mordgrube; zentraler Bestandteil des Ensembles der Alten Mordgrube und als eine der größten Halden des Brander Reviers sowie in Verbindung mit dem Erzbahndamm als Zeugnis technischer Innovationen von bergbaugeschichtlicher, ortshistorischer sowie ortsbildprägender Bedeutung, seit 2019 zugehörig zur Kernzone des UNESCO-Welterbes Montanregion Erzgebirge/Krušnohoří | 09305166 |
| Direkt Bild zu diesem Denkmal hochladen | Halde mit Stützmauer (Konstantinschacht) | An der Zugspitze (Karte) | 16. Jahrhundert                                                                             | Orts- und bergbaugeschichtlich von Bedeutung, seit 2019 zugehörig zur Pufferzone des UNESCO-Welterbes Montanregion Erzgebirge/Krušnohoří, sehr große Halde mit mächtiger Trockenmauer | 09208747 |
| Weitere Bilder                          | Kirche (mit Ausstattung), Kirchhof und Einfriedung | Hauptstraße (Karte) | 1881–1883 (Kirche und Kirchenausstattung); 18. Jahrhundert (Lesepult); um 1900 (Orgel)      | Neoromanische Saalkirche, baugeschichtlich, ortsgeschichtlich und ortsbildprägend von Bedeutung. Neuromanische Saalkirche innerhalb eines ummauerten Kirchhofes nach Plänen von Gotthilf Ludwig Möckel erbaut. Restaurierungen 1993/1994. Sandsteinbau mit dreiseitigem Chorschluss, Walmdach und Satteldachgaupen, große Fensterensemble, zusammengesetzt aus ein oder zwei rechteckigen und einem rundbogigen Fenster innerhalb eines Rundbogengewändes. An der Ostseite Sakristei mit Walmdach und schönem Zwillingsfenster. Aufstrebender viergeschossiger Westturm mit hohem, plastisch geschmücktem Runderker für den Treppenaufgang. Aufwendiges Portal im Westen aus Cottaer Sandstein, im Giebelfeld Relief mit dem Lamm Gottes. Turmhalle mit Kuppelgewölbe (Aussparung für die ehemaligen Glockenseile) und Holzempore auf floral geschmückten Konsolen. Der Saal überzeugt mit seiner einheitlichen Gesamtausstattung, kassettierte Holzdecke mit geringer ornamentaler Malerei, Triumphbogen zum Chor. Die eingeschossigen Holzemporen an drei Seiten und das Gestühl wirken durch den rotbraunen Naturton des Holzes. Ausstattung aus der Erbauungszeit: - neuromanischer Sandstein-Altar, vor dem Altar gusseißerne Schranken - der Kanzelkorb aus Holz, ungefaßt, auf einem Sandsteinpfeiler - Taufe aus Sandstein, mit geringem ornamentalem Schmuck - farbig gefasstes Lesepult, Holz, 18. Jahrhundert - ornamentale Buntglasfenster - Jehmlich-Orgel, um 1900, schlichter Prospekt im Holzton der Ausstattung | 09208718 |
| Direkt Bild zu diesem Denkmal hochladen | Mühle (Kraußens Mühle) | Hauptstraße 1 (Karte) | 2. Hälfte 19. Jahrhundert                                                                   | Schlichter Putzbau, ortsgeschichtlich, bergbaugeschichtlich und straßenbildprägend von Bedeutung, seit 2019 zugehörig zur Pufferzone des UNESCO-Welterbes Montanregion Erzgebirge/Krušnohoří. Dreigeschossiger Massivbau, Steingewände. | 09208695 |
| Direkt Bild zu diesem Denkmal hochladen | Wohnstallhaus und Scheune eines Dreiseithofes (Wiesengut) | Hauptstraße 8 (Karte) | 2. Hälfte 19. Jahrhundert                                                                   | Ländliche Putzbauten mit baugeschichtlicher und ortsbildprägender Bedeutung, seit 2019 zugehörig zur Pufferzone des UNESCO-Welterbes Montanregion Erzgebirge/Krušnohoří. - Wohnstallhaus: stattlicher zweigeschossiger Massivbau mit 8:4 Achsen, Sandsteingewände, Giebel mit Zwillingsfenster - Scheune: großer Bruchsteinbau, Eckquaderung aus Sandstein, Gliederungen in Backstein | 09208706 |
| Direkt Bild zu diesem Denkmal hochladen | Gasthof (Gaststätte Zojdz) | Hauptstraße 9 (Karte) | Um 1910                                                                                     | Späthistorisierende Putzfassade mit Fachwerkelementen, bau- und ortsgeschichtlich von Bedeutung. Vielgliedriger, zweigeschossiger Bau, im Giebelbereich mit Zierfachwerk, Formgusssteine, zahlreiche historisierende Details. | 09208709 |
| Direkt Bild zu diesem Denkmal hochladen | Wohnstallhaus eines Zweiseithofes | Hauptstraße 18 (Karte) | 1. Hälfte 19. Jahrhundert                                                                   | Regionaltypischer Wohnbau mit Fachwerkobergeschoss, baugeschichtlich von Bedeutung. - Wohnstallhaus: kleiner Bau, Erdgeschoss massiv, Obergeschoss zum Teil Fachwerk - Scheune (Information der Unteren Denkmalschutzbehörde: Scheune ist abgebrannt): Holzkonstruktion | 09208708 |
| Direkt Bild zu diesem Denkmal hochladen | Wohnstallhaus eines ehemaligen Dreiseithofes | Hauptstraße 26 (Karte) | Bezeichnet mit 1839                                                                         | Zeit- und landschaftstypischer Bau in Fachwerkbauweise, baugeschichtlich von Bedeutung. Erdgeschoss massiv, Steingewände. Obergeschoss Fachwerk, zum Teil verbrettert. Giebel verkleidet, originale Fenster, schlechter Bauzustand. | 09208701 |
| Direkt Bild zu diesem Denkmal hochladen | Ehemaliges Forsthaus mit Anbau und Seitengebäude | Hauptstraße 36 (Karte) | 1. Hälfte 19. Jahrhundert                                                                   | Regionaltypisches Fachwerkhaus, bau- und ortsgeschichtlich von Bedeutung, durch erhöhte Lage bildprägend. - Forsthaus: Erdgeschoss massiv, Obergeschoss Fachwerk, rundum verbrettert, Giebel verkleidet, Krüppelwalmdach, moderne Fenster, wirkt sehr saniert - Seitengebäude: eingeschossiger Massivbau mit Krüppelwalmdach, zum Teil verkleidet | 09208710 |
| Direkt Bild zu diesem Denkmal hochladen | Denkmal für die Gefallenen des Ersten Weltkrieges | Hauptstraße 51 (vor) (Karte) | Nach 1918                                                                                   | Ortsgeschichtlich von Bedeutung | 09208714 |
| Direkt Bild zu diesem Denkmal hochladen | Gedenkstein (Blitzstein) | Hauptstraße 51 (vor) (Karte) | Bezeichnet mit 1774                                                                         | Errichtet für Anna Sophia Vitschin und Anna Sophia Golhahnin, die vom Blitz erschlagen wurden, von ortshistorischer Bedeutung. Der sogenannte Blitz- oder Leichenstein steht zum Gedenken an die Frauen, die am 21. März 1774 vom Blitz erschlagen wurden, der Stein ist nur noch in Bruchstücken erhalten. | 09208890 |
| Direkt Bild zu diesem Denkmal hochladen | Wegestein | Hauptstraße 51 (vor) (Karte) | 19. Jahrhundert                                                                             | Von ortsgeschichtlicher Bedeutung. Zwischen 2017 und 2024 aus der Denkmalliste gestrichen. | 09208887 |
| Direkt Bild zu diesem Denkmal hochladen | Bauernhaus und Seitengebäude (mit Kumthalle) eines ehemaligen Vierseithofes | Hauptstraße 52 (Karte) | 2. Hälfte 19. Jahrhundert                                                                   | Stattliche Putzbauten in ortsbildprägender Lage, bau- und wirtschaftsgeschichtlich von Bedeutung. Ursprünglich Vierseithof, die beiden anderen Seiten in den 1970er-Jahren abgerissen. - Bauernhaus: breitgelagerter, aber sehr kurzer, zweigeschossiger Massivbau, Steingewände, 5:5 Achsen - Scheune: eingeschossiger Massivbau mit offener Halle, zweibogig mit Sandsteinpfeiler (keine Kumthalle?) | 09208711 |
| Direkt Bild zu diesem Denkmal hochladen | Wohnhaus | Hauptstraße 54 (Karte) | Anfang 19. Jahrhundert                                                                      | Zeit- und landschaftstypisches Gebäude in Fachwerkbauweise, baugeschichtlich von Bedeutung. Erdgeschoss massiv, mit Überformungen, Obergeschoss Fachwerk, verkleidet, Satteldach. | 09208744 |
| Direkt Bild zu diesem Denkmal hochladen | Pfarrhaus und Seitengebäude eines Pfarrhofes | Hauptstraße 55 (Karte) | Ende 18. Jahrhundert                                                                        | Pfarrhaus stattlicher Putzbau mit bau- und ortsgeschichtlicher Bedeutung. - Pfarrhaus: großer, breitgelagerter Bau, 7:3 Achsen, zweigeschossig, massiv, Steingewände, breite Flachbogentür mit Schlussstein, ein Giebel und Rückseite Fachwerk, Walmdach - Seitengebäude: eingeschossiger Massivbau | 09208716 |
| Direkt Bild zu diesem Denkmal hochladen | Wohnhaus | Hauptstraße 56 (Karte) | Anfang 19. Jahrhundert                                                                      | Regionaltypisches Gebäude in Fachwerkbauweise als Teil der alten Ortsstruktur, baugeschichtlich von Bedeutung. Erdgeschoss massiv, Obergeschoss Fachwerk, verbrettert und verkleidet, zum Teil durch Fenstereinbau verändert. | 09208743 |
| Direkt Bild zu diesem Denkmal hochladen | Wohnhaus | Hauptstraße 57 (Karte) | 1. Hälfte 19. Jahrhundert                                                                   | Zeit- und landschaftstypischer Fachwerkbau, baugeschichtlich und straßenbildprägend von Bedeutung. Erdgeschoss massiv, DDR-Putz, Obergeschoss Fachwerk, aber ein Giebel und Straßenseite verkleidet, Rückseite und gegenüberliegender Giebel verbrettert. | 09208719 |
| Direkt Bild zu diesem Denkmal hochladen | Wohnhaus und Seitengebäude einer ehemaligen Schmiede | Hauptstraße 67 (Karte) | 1. Hälfte 19. Jahrhundert                                                                   | Wohnhaus regionaltypischer Fachwerkbau, bau- und ortsgeschichtlich von Bedeutung. - Wohnhaus: Erdgeschoss massiv, Obergeschoss Fachwerk, zum Teil verbrettert, zum Teil massiv, Winterfenster - Seitengebäude: kleiner Massivbau - Schmiede (abgerissen): Erdgeschoss massiv, Obergeschoss Fachwerk, zum Teil verbrettert, Dach stürzte rückseitig ein | 09208723 |
| Direkt Bild zu diesem Denkmal hochladen | Wohnhaus | Hauptstraße 77 (Karte) | Anfang 19. Jahrhundert                                                                      | Straßenbildprägender Fachwerkbau als Teil der alten Ortsstruktur, baugeschichtlich von Bedeutung. Erdgeschoss massiv, Obergeschoss Fachwerk, rundum verschiefert, Winterfenster. | 09208724 |
| Direkt Bild zu diesem Denkmal hochladen | Seitengebäude eines Vierseithofes | Hauptstraße 79 (Karte) | Um 1800                                                                                     | Weitestgehend original erhaltenes Fachwerkgebäude, Bestandteil der alten Dorfstruktur, baugeschichtlich von Bedeutung. Erdgeschoss massiv, Obergeschoss Fachwerk (verbrettert), Satteldach. | 09209151 |
| Direkt Bild zu diesem Denkmal hochladen | Wohnstallhaus und Torbogen eines ehemaligen Vierseithofes | Hauptstraße 80 (Karte) | 1. Hälfte 19. Jahrhundert                                                                   | Zeit- und landschaftstypisches Wohnstallhaus, baugeschichtlich von Bedeutung. - Wohnstallhaus: Erdgeschoss massiv, Flachbogenportal mit Schlussstein, Giebel Obergeschoss Fachwerk verbrettert, zum Teil neue Fenster - Torbogen: hoher gemauerter Rundbogen Die übrigen Gebäude ruinös. | 09208715 |
| Direkt Bild zu diesem Denkmal hochladen | Wohnhaus | Hauptstraße 82 (Karte) | 1828                                                                                        | Straßenbildprägendes Fachwerkwohnhaus mit späterem Ladeneinbau, baugeschichtlich von Bedeutung. Erdgeschoss massiv, Flachbogentür mit Schlussstein, bezeichnet mit „FFB 1828“, Obergeschoss Fachwerk, verbrettert, Giebel verkleidet, Krüppelwalmdach. | 09208717 |
| Direkt Bild zu diesem Denkmal hochladen | Wohnstallhaus (mit Anbau) eines Dreiseithofes | Hauptstraße 90 (Karte) | 1. Hälfte 19. Jahrhundert                                                                   | Zeit- und landschaftstypischer Bau, baugeschichtlich von Bedeutung. Erdgeschoss massiv, Obergeschoss Fachwerk, verkleidet, zur Hofseite zum Teil massiv, Rückseite kleiner Anbau mit Mansarddach | 09208720 |
| Direkt Bild zu diesem Denkmal hochladen | Wohnhaus | Hauptstraße 94 (Karte) | Anfang 19. Jahrhundert                                                                      | Teil der alten Ortsstruktur, baugeschichtlich von Bedeutung. Erdgeschoss massiv, Obergeschoss Fachwerk, Giebel verbrettert, Hofseite massiv. | 09208721 |
| Direkt Bild zu diesem Denkmal hochladen | Häuslerhaus und Seitengebäude | Hauptstraße 96 (Karte) | 1. Hälfte 19. Jahrhundert                                                                   | Regionaltypische kleine Hofanlage mit Fachwerkwohnhaus, Teil der alten Ortsstruktur, baugeschichtlich von Bedeutung. - Häuslerhaus: sehr kleines Anwesen, Erdgeschoss massiv, Obergeschoss Fachwerk, verbrettert und verkleidet - Nebengebäude: Holzschuppen | 09208722 |
| Direkt Bild zu diesem Denkmal hochladen | Wohnhaus und südliche Scheune eines ehemaligen Vierseithofes | Hauptstraße 112 (Karte) | 1. Hälfte 19. Jahrhundert                                                                   | Beide Gebäude in Fachwerkbauweise, bau- und wirtschaftsgeschichtlich von Bedeutung. - Wohnhaus: Erdgeschoss massiv, Steingewände, Eckquaderung, Obergeschoss Fachwerk, moderner Vorbau, sehr saniert - Scheune: Erdgeschoss massiv, zum Teil verändert, Obergeschoss Fachwerk, Giebel verkleidet | 09208725 |
| Direkt Bild zu diesem Denkmal hochladen | Wohnhaus | Hauptstraße 113 (Karte) | Mitte 19. Jahrhundert                                                                       | Bildprägender Fachwerkbau mit baugeschichtlicher Bedeutung. Erdgeschoss massiv, Obergeschoss nur straßenseitig Fachwerk, Giebelseiten massiv (verschiefert) und durch große Fenster überformt, Krüppelwalmdach (Schiefer), schlechte Sanierung. | 09209150 |
| Direkt Bild zu diesem Denkmal hochladen | Ehemaliger Gasthof (Börners Gasthof, heute Wohnhaus) | Hauptstraße 116 (Karte) | Ende 19. Jahrhundert                                                                        | Stattlicher Putzbau mit ortsgeschichtlicher und ortsbildprägender Bedeutung. Zweigeschossiger stattlicher Massivbau, 11:5 Achsen, Steingewände, angedeuteter Mittelrisalit mit flachem Dreieckgiebel, neue Fenster, sehr saniert, originale Tür. | 09208726 |
| Direkt Bild zu diesem Denkmal hochladen | Wohnstallhaus eines ehemaligen Dreiseithofes | Hauptstraße 142 (Karte) | 1696 Dendro                                                                                 | Stattlicher Bau mit erhaltener Fachwerkkonstruktion mit Zahnschnitt und Kopfstreben, bau- und hausgeschichtlich von Bedeutung. Erdgeschoss massiv, zum Teil verändert (drei Tore), Steingewände, Flachbogentür mit Schlussstein, Obergeschoss Fachwerk, Schwelle zum Teil mit Zahnschnitt, Fachwerk mit Kopfstreben, breitgelagerter Bau, Winterfenster, ein Giebel massiv. | 09208728 |
| Direkt Bild zu diesem Denkmal hochladen | Villa und Villengarten | Lindenhofweg 2 (Karte) | Um 1910                                                                                     | Prachtvoller, reich gegliederter Putzbau mit zahlreichen historisierenden Details, als Villa des Steinbruchbesitzers Prien baugeschichtlich, ortsgeschichtlich, ortsbildprägend und gartenkünstlerisch von Bedeutung. Über hohem Sockelgeschoss eingeschossiger Massivbau mit ausgebautem Dachgeschoss, reicher Dachlandschaft, Giebel mit Voluten und Vorhangbogenfenster, originale Türen und Fenster. | 09208702 |
| Direkt Bild zu diesem Denkmal hochladen | Ehemaliges Mühlenanwesen mit Wohnstallhaus mit angebautem Seitengebäude und zwei Scheunen über winkligem Grundriss                                                                              | Obere Dorfstraße 7 (Karte) | Bezeichnet mit 1884, im Kern älter (Wohnstallhaus); 1884 (Scheune)                          | Geschlossen erhaltene zeit- und landschaftstypische Hofanlage mit Fachwerk-Wohnstallhaus, baugeschichtlich, ortsgeschichtlich und ortsbildprägend von Bedeutung, je zwei Gebäude über hakenförmigem Grundriss. - Wohnstallhaus: Erdgeschoss massiv, Steingewände, Obergeschoss Fachwerk, durch Fenstereinbau zum Teil verändert, bezeichnet mit „18. C.G.M. 84“, im Giebel verkleidet, zur Straße verbrettert - Scheune: eingeschossiger, hakenförmiger Massivbau, Steingewände | 09208699 |
| Weitere Bilder                          | Wohnhaus (sogenanntes Röschenhaus), zwei Nebengebäude und Brunnenhaus (Einzeldenkmale der Sachgesamtheit 09306329)                                                                              | Röschenhaus 1 (Karte) | 1812 (Wohnhaus); Anfang 19. Jahrhundert (Nebengebäude und Brunnenhaus)                      | Einzeldenkmale der Sachgesamtheit Revierwasserlaufanstalt; als Sitz des ehemaligen Röschensteigers der Müdisdorfer Rösche Bestandteil eines umfangreichen Systems der bergmännischen Wasserwirtschaft zur Versorgung des Freiberger Bergbaus mit Aufschlagwasser, bergbau-, orts- und technikgeschichtlich von Bedeutung, seit 2019 zugehörig zur Kernzone und Pufferzone des UNESCO-Welterbes Montanregion Erzgebirge/Krušnohoří. - Röschenhaus: ehemaliger Sitz des Röschensteigers, regelte die Wasserverteilung der Müdisdorfer Rösche, eingeschossiger Massivbau mit ausgebautem Mansarddach und Fledermausgauben, Giebel verbrettert - 1. Nebengebäude: eingeschossiger Massivbau, originale Türen, Fachwerk-Giebel, zwei Dachhechte - 2. Nebengebäude: kleiner, eingeschossiger Massivbau, originale Türen, Giebel Fachwerk - 3. Nebengebäude: Brunnenhaus (?) | 09208697 |

## Ehemalige Denkmäler

### Ehemalige Denkmäler (Weißenborn/Erzgeb.)
| Bild                                    | Bezeichnung | Lage                 | Datierung                 | Beschreibung | ID       |
| --------------------------------------- | ----------- | -------------------- | ------------------------- | --- | -------- |
| Direkt Bild zu diesem Denkmal hochladen | Häuslerhaus | Dorfstraße 8 (Karte) | 1. Hälfte 19. Jahrhundert | Zeit- und landschaftstypisches Häusleranwesen in Fachwerkbauweise, baugeschichtlich von Bedeutung. Erdgeschoss massiv, Obergeschoss Fachwerk (verkleidet), Obergeschoss teilweise massiv, Satteldach, rechter Teil des Hauses durch Umbauten verändert. Zwischen 2017 und 2024 aus der Denkmalliste gestrichen. | 09209134 |

### Ehemalige Denkmäler (Berthelsdorf/Erzgeb.)
| Bild                                    | Bezeichnung                                                                  | Lage                   | Datierung                 | Beschreibung | ID       |
| --------------------------------------- | ---------------------------------------------------------------------------- | ---------------------- | ------------------------- | --- | -------- |
| Direkt Bild zu diesem Denkmal hochladen | Häuslerhaus                                                                  | Hauptstraße 29 (Karte) | 1. Hälfte 19. Jahrhundert | Regionaltypischer Fachwerkbau als Teil der alten Ortsstruktur, baugeschichtlich von Bedeutung. Erdgeschoss massiv, Obergeschoss Fachwerk, verbrettert, Giebel verkleidet, alte Fenster. Zwischen 2017 und 2024 aus der Denkmalliste gestrichen. | 09208712 |
| Direkt Bild zu diesem Denkmal hochladen | Ehemaliges Fabrikgebäude der Limonadenfabrik Gretel Krause (später Wohnhaus) | Mühlenweg 5 (Karte)    | Mitte 19. Jahrhundert     | Zeit- und landschaftstypischer Bau, bau- und ortsgeschichtlich von Bedeutung. Über hohem Sockelgeschoss stattlicher, zweigeschossiger Massivbau, Sandsteingewände, Erdgeschoss Flachbogenfenster, jeder Giebel mit drei rundbogigen Zwillingsfenstern, breite Flachbogentür, Satteldach mit Dachhäuschen, schlechter Bauzustand. 2017 oder 2018 abgerissen. | 09208704 |

## Tabellenlegende
- Bild: Bild des Kulturdenkmals, ggf. zusätzlich mit einem Link zu weiteren Fotos des Kulturdenkmals im Medienarchiv Wikimedia Commons. Wenn man auf das Kamerasymbol klickt, können Fotos zu Kulturdenkmalen aus dieser Liste hochgeladen werden:
- Bezeichnung: Denkmalgeschützte Objekte und ggf. Bauwerksname des Kulturdenkmals
- Lage: Straßenname und Hausnummer oder Flurstücknummer des Kulturdenkmals. Die Grundsortierung der Liste erfolgt nach dieser Adresse. Der Link (Karte) führt zu verschiedenen Kartendiensten mit der Position des Kulturdenkmals. Fehlt dieser Link, wurden die Koordinaten noch nicht eingetragen. Sind diese bekannt, können sie über ein Tool mit einer Kartenansicht einfach nachgetragen werden. In dieser Kartenansicht sind Kulturdenkmale ohne Koordinaten mit einem roten bzw. orangen Marker dargestellt und können durch Verschieben auf die richtige Position in der Karte mit Koordinaten versehen werden. Kulturdenkmale ohne Bild sind an einem blauen bzw. roten Marker erkennbar.
- Datierung: Baubeginn, Fertigstellung, Datum der Erstnennung oder grobe zeitliche Einordnung entsprechend des Eintrags in der sächsischen Denkmaldatenbank
- Beschreibung: Kurzcharakteristik des Kulturdenkmals entsprechend des Eintrags in der sächsischen Denkmaldatenbank, ggf. ergänzt durch die dort nur selten veröffentlichten Erfassungstexte oder zusätzliche Informationen
- ID: Vom Landesamt für Denkmalpflege Sachsen vergebene, das Kulturdenkmal eindeutig identifizierende Objekt-Nummer. Der Link führt zum PDF-Denkmaldokument des Landesamtes für Denkmalpflege Sachsen. Bei ehemaligen Kulturdenkmalen können die Objektnummern unbekannt sein und deshalb fehlen bzw. die Links von aus der Datenbank entfernten Objektnummern ins Leere führen. Ein ggf. vorhandenes Icon  führt zu den Angaben des Kulturdenkmals bei Wikidata.

## Ausführliche Denkmaltexte
1. ↑  Sachgesamtheitsbestandteil Altbergbaugebiet Rammelsberg in Weißenborn/Erzgeb.:

Die Gruben im Weißenborner Gemeindegebiet wurden überwiegend im 16. und 17. Jahrhundert (Abbau von Silber- und Kupfererzen, vermutlich aber auch von Zinnerzen), teilweise aber auch noch im 18. und 19. Jahrhundert betrieben. Zu den wirtschaftlich bedeutendsten Gruben gehörten Himmelsfürst samt Günther-Erbstolln (vgl. 09209146), St.-Anna-Fundgrube (1510–1601 betrieben, ab 1524 nachgewiesene Ausbeute: 1.278,4 kg Silber und 83.084 kg Kupfer) und Wasserschacht-Fundgrube (1544–1600 betrieben, nachgewiesene Ausbeute: 1.362 kg Silber und 72.814 kg Kupfer).
  - Einzeldenkmale: Ehemaliges Huthaus und Halde der Grube „Himmelsfürst samt Günther-Erbstolln“ (Forstweg 22, 09209146)
  - Sachgesamtheitsteile: Halden und Bingen, Halden- und Bingenzüge sowie ein Teichdamm auf der Gemarkung Weißenborn:
    - Halden- und Bingenzug auf dem Erzgang Wolfgang Stehender nördlich des Schieferbachs (Flurstück 532/1): Erzgang im 16. Jahrhundert von der „St.-Paul-Fundgrube“ bebaut, belegte Betriebszeiten von 1555 bis 1592, in dieser Zeit Ausbeuten von 57,8 kg Silber und 770 kg Kupfer
    - zwei Halden- und Bingenzüge auf einem jeweils unbekannten Spat westlich davon (Flurstück 532/1)
    - Halden- und Bingenzug auf dem Erzgang Wolfgang Stehender südlich des Schieferbachs (Flurstück 532/1)
    - Teichdamm eines alten Bergwerksteichs (Flurstück 532/1): östlich des Haldenzuges auf dem Erzgang Wolfgang Stehender, den Schieferbach und Stollnwasser aus dem Tiefen Drei-Könige-Stolln sowie dem Drei-Könige-/Friedrich-Stolln anstauend, diente möglicherweise als Aufschlagwasserreservoir für die nahegelegene, von 1525 bis 1593 betriebene Röhlingsche Hütte
    - Halden- und Bingenzug auf dem Tiefen Drei-Könige-Stolln der Drei-Könige-Fundgrube (Flurstück 532/1): der Stolln folgte dem Verlauf des Erzgangs Drei Könige Spat, für die Drei-Könige-Fundgrube ist von 1524 bis 1614 eine Ausbeute von 211,4 kg Silber und 462 kg Kupfer belegt, sie wurde aber möglicherweise bereits vor 1524 in Betrieb genommen
    - Halden- und Bingenfeld auf dem Erzgang Drei Könige Spat der Drei-Könige-Fundgrube (Flurstück 532/1): untertägige Fortsetzung des Tiefen Drei-Könige-Stolln bis zum Grubenfeld der Drei-Könige-Fundgrube mit einem Kunstschacht (enthielt ein Kunstgezeuge zur Wasserhebung) am nordwestlichen Rand des kartierten Feldes
    - Halden- und Bingenfeld auf einem unbekannten Spat (Flurstück 532/1): vermutlich ebenfalls zur Drei-Könige-Fundgrube gehörig, nördlich des Erzganges „Drei Könige Spat“ gelegen
    - Halde des Wiesen-Schachts der Weiße-Taube-Fundgrube (Flurstück 532/1): ursprünglich 40 m tiefer Schacht, Entwässerung über den Tiefen Drei-Könige-Stolln
    - Halden- und Bingenzug auf dem Weißtaubner-Stolln der Weiße-Taube-Fundgrube (Flurstück 532/1): Grubenbetrieb 1695–1815 belegt, großes Grubenfeld, erstreckte sich von der Mulde bis hinter den Rotwiesenweg, trotz großer Ausdehnung und langer Betriebszeit nur geringe Ausbeuten (sogenannter Nachlesebergbau – belegt sind Ausbeuten über die gesamte Betriebszeit von 2,6 kg Silber und 9 kg Kupfer sowie für die Zeit ab 1800 insgesamt 257 kg Blei), da die Erzvorkommen vor allem im 16. Jahrhundert von den zu dieser Zeit aktiven Gruben, darunter insbesondere die Grube St. Anna, abgebaut worden waren
    - Weißtaubner-Stolln, ursprünglich als Andreas Allenbecks tiefer Stolln bezeichnet, Verlauf folgte dem Erzgang Gott allein die Ehre Spat, von 1530 bis 1568 Silber- und Kupferausbeute, Stollnmundloch auf Freiberger Gemeindegebiet auf dem Betriebsgelände des ehemaligen Sprengstoffwerks, Stolln wurde später an die Grube Weiße Taube verliehen, am östlichen Ende des Halden- und Bingenzuges liegt der Weißtaubener-Fundschacht (auch Stangenschacht, hier befanden sich 1701 ein Huthaus und eine Kaue)
    - Halde eines Tageschachts der Weiße-Taube-Fundgrube (Flurstück 532/1): eine Schachtwand (Südstoß) noch als gehauene Wand zu erkennen, wohl 1858 noch befahrbar, Bergbau aber zu diesem Zeitpunkt bereits ruhend
    - Halde/Binge eines Tageschachts der St.-Anna-Fundgrube (Flurstück 532/1): Tageschacht ehemals mit Göpel, eine der ältesten und wirtschaftlich bedeutendsten Weißenborner Gruben, baute auf den Erzgängen Wolfgang Stehender sowie Gott allein die Ehre Spat, spätestens seit 1510 in Betrieb (möglicherweise bereits ab 1481), belegte Ausbeute von 1524 bis 1591: 1.278,4 kg Silber und 83.084 kg Kupfer
    - Halden der sogenannten Schweden-Zeche (Flurstück 532/1): Namensherkunft unklar, möglicherweise diente die Grube im Dreißigjährigen Krieg als Zufluchtsort vor schwedischen Truppen, Halden auf einem Bergamtsriss von 1701 bereits mit dem Hinweis „die Schweden genannt“ verzeichnet
    - Halden- und Bingenfeld auf dem Erzgang Gott mit uns Stehender (Flurstück 532/1): markieren den äußersten Vortrieb der Grube Himmelsfürst samt Günther-Erbstolln bis 1852, die Erwartungen an Erzvorkommen unter den bereits bestehenden Halden und Pingen erfüllten sich aber nicht
    - Halden- und Bingenzug auf dem Erzgang Günther Morgengang (Flurstück 545, vgl. auch 09209146): zur Grube Himmelsfürst samt Günther-Erbstolln gehörig
    - Halde des Günther-Tageschachts (Flurstück 545, vgl. auch 09209146): leicht tonnenlägig angelegter, knapp 30 m tiefer Schacht mit Holzausbau auf den Günther-Erbstolln, ursprünglich mit Kaue, Hauptschacht der Grube Himmelsfürst samt Günther-Erbstolln zur Auffahrung des Erzgangs Gott mit uns Stehender, der in nordöstlicher Richtung bis in den Hüttenwald streicht
    - Halde des Röschenschachts (Flurstück 536/1): 9 m tief, auf den Günther-Erbstolln, enthielt vermutlich eine Wasserhebungsmaschine
    - Halden und Bingen auf dem Oberen Drei-Könige-Stolln (auch Friedrich-Stolln genannt) der Drei-Könige-Fundgrube (Flurstück 532/1)
    - Halden- und Bingenzug auf dem Constantin-Spat (Flurstück 525)
    - Haldenzug auf einem unbekannten Spat (Flurstück 523): möglicherweise zum Grubenfeld der Drei-Könige-Fundgrube gehörig
2. ↑  Hohe Birke Kunstgraben:

Der Hohe Birke Kunstgraben (auch Hohbirker oder Hochbirkner Kunstgraben) ist ein von 1589 bis 1590 angelegter Kunstgraben, der in Teilen eine seit 1567 bestehende Grabenanlage zwischen dem Rothbächer Teich (vgl. 09208678) sowie der Grube Alte Mordgrube 3. u. 4. Maaß einbezog. Er gehört zu einem umfangreichen bergmännischen Wasserversorgungssystem, der Revierwasserlaufanstalt. Der Kunstgraben mit Seitenwänden aus Trockenmauerwerk ist zum Teil mit traditionellen Rindenschwarten bedeckt, das Grabenwasser wird heute aber überwiegend durch Betonplattenabdeckungen vor Verdunstung und Verschmutzung geschützt. Teilstücke dieses mit minimalem Gefälle am Hang entlang geführten Kunstgrabens sind verröscht, andere aufgrund von Umbauten nicht mehr in Nutzung und daher vom heutigen Grabenverlauf abgetrennt.

Der Hohe Birke Kunstgraben beginnt auf Brand-Erbisdorfer Flur (vgl. 09208686) am unteren Mundloch des Nebenzweigs der Müdisdorfer Rösche (vgl. 09208687) und nimmt zugleich den Abfluss aus dem Rothbächer Teich (vgl. 09208678) auf. Auf Berthelsdorfer Flur führt er westlich am Lother Teich (auch Mühlteich, vgl. 09208698) vorbei und – lediglich über eine kurze Distanz unter der Berthelsdorfer Straße hindurch verröscht – nach Norden in Richtung Krausens Mühle und weiter zum Standort der Altmordgrübner Wäsche am ehemaligen Menden-Schacht der Alten Mordgrube (vgl. 09208594), an dem sich ab 1900 die Lederwerke Moritz Stecher ansiedelten. Sowohl die Erzwäsche als auch die Lederwerke erhielten ihr Aufschlag- und Wäschwasser bzw. ihr Brauchwasser aus dem Hohe Birke Kunstgraben.

Südlich der Lederwerke setzt sich dieser in Form einer Rösche unter dem Bahndamm der Bahnstrecke Berthelsdorf–Großhartmannsdorf hindurch in Richtung Konstantinteich (vgl. 09208746) fort. Ursprünglich wurde das Grabenwasser in diesen eingespeist, wird aber heute mittels einer in das Dammbauwerk des Konstantinteiches integrierten Rohrleitung um ihn herum geführt. Es kann nun sowohl in Richtung des östlich gelegenen Hüttenteiches abgeschlagen als auch in den am nordöstlichen Damm anschließenden Folgeabschnitt des Hohe Birke Kunstgrabens geleitet werden. Das ungenutzte Grabenteilstück zwischen Abschlag und Dammbauwerk ist aber weiterhin erhalten.

Im Anschluss an den Konstantinteich verläuft der Hohe Birke Kunstgraben in einer langgezogenen Ostkurve weiter auf Zuger Flur (vgl. 09201107) und endet heute nahe dem Friedhof. Ursprünglich zweigte hier in östlicher Richtung der Zuger Wäschgraben zur Beaufschlagung der Zuger Erzwäschen sowie der Kröner-Fundgrube ab, während der eigentliche Kunstgraben nordwärts weiterführte und über verschiedene Abzweigungen Wäschen und Gruben im Freiberger Stadtgebiet erreichte. Von diesem ist noch ein Teilabschnitt zwischen Schulstraße und Am Daniel südöstlich des Junger Thurmhof Huthausschachtes erhalten.

Der Kunstgraben versorgte innerhalb des wasserwirtschaftlichen Systems der Revierwasserlaufsanstalt ursprünglich die nahegelegenen Gruben und Erzwäschen des Brander, Zuger und Freiberger Reviers, darunter insbesondere die Gruben auf dem nahegelegenen und namensgebenden Hohe Birke Gangzug. In späterer Zeit wurden neben diesen bergmännischen Anlagen auch Gemeinden und Gewerbebetriebe mit Brauchwasser versorgt, wie etwa ab 1866 die Gemeinde Zug oder ab 1900 die Stecher’sche Lederfabrik. Dabei wurde der Hohe Birke Kunstgraben in der Vergangenheit verschiedenen Instandsetzungs-, Umbau- oder Begradigungsmaßnahmen unterzogen (vgl. hierzu eine detailliertere Beschreibung in Hagendorf 2012). So führte die Vergrößerung des Konstantinteiches 1936 dazu, dass der Kunstgraben heute zum Teil verrohrt und von dem neuen Dammbauwerk überdeckt ist.

Trotz der vielen Veränderungen, die der Hohe Birke Kunstgraben durch seine fortwährende Nutzung erfahren hat, bleibt der ursprüngliche Charakter dieser wasserwirtschaftlichen Anlage bis heute gewahrt. Als Teil der Sachgesamtheit Revierwasserlaufanstalt ist er authentisches Zeugnis der Anstrengungen, die für die Aufrechterhaltung und Beförderung des Freiberger Bergbaus sowie der angrenzenden Reviere seit Mitte des 16. Jahrhunderts unternommen wurden. Auch der auf wenige, touristisch bedeutende Streckenabschnitte begrenzte Einsatz der traditionellen Schwartenabdeckung steht dem nicht entgegen, belegt die Betonplattenabdeckung doch das aktuelle Vorgehen zum Schutz der Kunstgräben (angesichts der heute nicht mehr im Überfluss vorhandenen Rindenschwarten). Der Hohe Birke Kunstgraben ist auch im abgedeckten Zustand aufgrund seiner deutlichen Abzeichnung als Geländestufe am Hang von landschafts- und ortsbildprägender Bedeutung und aufgrund seines hohen bergbau- und ortsgeschichtlichen Dokumentationswertes als Kulturdenkmal erhaltungswürdig.

Teilstücke des Hohe Birke Kunstgrabens am Mundloch des Nebenzweigs der Müdisdorfer Rösche (vgl. 09304681) beginnend, eine kurze Strecke auf Brand-Erbisdorfer Gemeindegebiet bis zum Rothbächer Teich verlaufend (vgl. zum Kunstgraben 09208686, zum Teich 09208678), hier am Rothbächerschütz (ebenfalls auf dem Gemeindegebiet Brand-Erbisdorfs, vgl. 09208678) Wasser aus dem Rothbächer Teich aufnehmend, nachfolgend im Bogen zur Berthelsdorfer Straße führend (dieser Teil wird heute funktional durch eine gradlinige Rohrleitung zwischen Schütz und nächstem Grabenteilstück linksseitig der Straße abgekürzt), oberhalb vom Lother Teich (vgl. 09208698) nach Norden geführt (unter der Berthelsdorfer Straße hindurch jeweils kurz verröscht), Rösche an Krausens Mühle, danach bis zum Mundloch nordöstlich der Alten Mordgrube (vgl. 09208594) wieder obertägig, hier von links Einmündung einer Leitung von der Mendenschachter Aufschlagrösche (Teilstück auf Flurstück 816, vgl. für die restliche Rösche 09304679 auf dem Gemeindegebiet Brand-Erbisdorfs), ab dem Mundloch verröscht, unter dem Betriebsgelände der ehemaligen Lederwerke Moritz Stecher (vormals Standort der Altmordgrübner Wäsche) hindurch bis zum Konstantin Teich (vgl. 09208746) führend (moderne Leitung – kein Denkmal), parallel zu dieser modernen Leitung noch Teilstück des alten Grabenverlaufs am Konstantin Teich erhalten (Flurstück 474/2).

Kunstgraben mit allen Gewölbebrücken: Kunstgraben erstreckt sich über drei Gemeinden: Weißenborn/Erzgeb., Ortsteil Berthelsdorf, Gemarkung Berthelsdorf/Erzgeb. / Brand-Erbisdorf, Stadt, Ortsteil Brand-Erbisdorf, Gemarkung Erbisdorf sowie Freiberg, Stadt, Ortsteil Zug, Gemarkung Zug.
3. ↑  Müdisdorfer Rösche:

Die Müdisdorfer Rösche setzt den am Unteren Großhartmannsdorfer Teich (vgl. 8991218) beginnenden Müdisdorfer Kunstgraben unter Tage fort. Sie ist damit der sogenannten Unteren Wasserversorgung der historischen Revierwasserlaufsanstalt (vgl. 08991218) zugehörig, einem über mehrere Jahrhunderte hinweg entstandenen umfangreichen System an Kunstgräben, Röschen und Speicherteichen zur Ansammlung und Herbeileitung von Aufschlagwasser für den Freiberger Bergbau.

Die Müdisdorfer Rösche, die bereits auf dem Gemeindegebiet Lichtenbergs (vgl. 08980396) beginnt, gliedert sich am Röschenhaus Berthelsdorf (vgl. 09208697) in einen Haupt- und Nebenzweig auf. Während der ältere Nebenzweig, auch Alte Müdisdorfer Rösche genannt, auf Berthelsdorfer Flur von dem Hohe Birke Kunstgraben (vgl. 09208686) fortgesetzt wird, mündet der auf Erbisdorfer Flur vorgetriebene jüngere Hauptzweig (vgl. 09208687) in einem Kunstgraben, der den Erzengler Teich (vgl. 09208677) mit dem Rothbächer Teich (vgl. 09208678) verbindet. Die Müdisdorfer Rösche wurde zwischen 1589 und 1590 angelegt und nutzte dafür zum Teil den bereits bestehenden Stolln der ehemaligen Kupfer- und Zwittererzgrube Junger Fürst zu Sachsen, Herzog Christianus. Hieraus ergab sich anfänglich die Bezeichnung der Anlage als Junger Fürst zu Sachsen Müdisdorfer Rösche. Der Nebenzweig, zu diesem Zeitpunkt noch die einzige Fortsetzung der Müdisdorfer Rösche, konnte im Jahr 1598 fertiggestellt werden. Erst im Jahr 1873 erfolgte der Durchschlag des Hauptzweigs, infolgedessen der Rothbächer Teich schließlich auch als Zwischenspeicher innerhalb der Unteren Wasserversorgung der Revierwasserlaufsanstalt fungieren konnte.

Als Bestandteil der historischen wie auch der weiterhin aktiv bewirtschafteten Revierwasserlaufanstalt ist die Müdisdorfer Rösche damit nicht nur von regionalgeschichtlicher, sondernd auch von großer bergbauhistorischer Bedeutung, zeugt sie doch im Zusammenspiel mit weiteren – teils fragmentarisch – erhaltenen bergbauwasserwirtschaftlichen Anlagen von den Anstrengungen, die zur Aufrechterhaltung des hiesigen Erzbergbaus mittels wasserbetriebener Antriebs- und Aufbereitungstechnik unternommen wurden. Gleichzeitig ist die Rösche beispielhaft für die Nutzungswandlung von derartigen Infrastrukturen nach der Einstellung des Bergbaus hin zur regionalen Trink- und Brauchwasserbereitstellung und weist als weiterhin in Funktion befindliche Anlage einen besonderen Erlebnis- und Erinnerungswert auf.

Teilstück der Müdisdorfer Rösche auf Berthelsdorfer Flur (Flurstück 362/2), führt das von Weigmannsdorfer Flur kommende Röschenteilstück (vgl. 08980390) fort, über die Gemeindegrenze zu Brand-Erbisdorf hinweg weiterführend (vgl. 09208687), auf Erbisdorfer Flur unterirdisch Aufteilung der Rösche in einen Hauptzweig in Richtung Rothbächer Teich (Brand-Erbisdorf, vgl. 09208678) und einen Nebenzweig (die Alte Müdisdorfer Rösche), der unter dem Brunnenhaus des sog. Röschenhauses (vgl. 09208697) verläuft, über dieses auch angefahren werden kann, und am Mundloch zum Hohe Birke Kunstgraben (vgl. 09208707) mündet, letzteres mit Grenzstein (bezeichnet mit „1“).

Erfassungstext bis 2015: Der zusammenhängende Komplex aus Müdisdorfer Kunstgraben, Menden-Rösche und Müdisdorfer Rösche (mit Haupt- und Nebenzweig) erstreckt sich über vier Gemeinden: Großhartmannsdorf, Ortsteil Großhartmannsdorf (08991218), Gemarkung Großhartmannsdorf / Lichtenberg/Erzgeb. (08980396), Ortsteil Weigmannsdorf, Gemarkung Weigmannsdorf und Ortsteil Müdisdorf, Gemarkung Müdisdorf / Brand-Erbisdorf, Stadt, Ortsteil Brand-Erbisdorf (09208687), Gemarkung Erbisdorf sowie Weißenborn/Erzgeb., Ortsteil Berthelsdorf (09304681), Gemarkung Berthelsdorf/Erzgeb.
4. ↑  Alte Mordgrube:

Das Ensemble der Alten Mordgrube befindet sich im Wesentlichen auf der großen, östlich von Brand-Erbisdorf gelegenen Halde des Mendenschachts – heute als höchste Erhebung der damaligen Gemeinde Zug als „Zugspitze“ bekannt. Der Name soll auf ein Unglück von 1350 zurückgehen, bei dem „viel Bergvolk“ (Andreas Möller, Freiberger Chronist, zit. nach Wagenbreth/Wächtler 1986, S. 220) in eine – der Legende nach durch Gottes Zorn – neu entstehende Pinge stürzte und tödlich verunglückte. Dieser Tagebruch lässt sich vermutlich auf ältere Bergbauaktivitäten in dem heutigen Gebiet zwischen Brand und Zug zurückführen, doch der erste schriftliche Beleg für die sogenannte Mordgrube stammt erst aus dem Jahr 1516. Das spätere Gebiet der Alte-Mordgrube-Fundgrube umfasste sowohl die Anlagen der Alten Mordgrube als auch der Jungen Mordgrube, die in nordöstlicher Richtung am Hohe Birke Kunstgraben (vgl. 09208686) lag.

Das Grubengebäude der Mordgrube wurde in der zweiten Hälfte des 16. Jahrhunderts durch den Brand-Stolln (später durch den tieferen Thelersberger-Stolln) entwässert. Der zwischen 1550 und 1570 durch den sächsischen Oberbergmeister Martin Planer vorgenommene Einbau von zwei Kunstgezeugen ermöglichte den Tiefbau nach Silbererzen unter der Sohle des Wasserlösestolln. Dass diesem eine große Bedeutung zugemessen wurde, zeigt die finanzielle Beteiligung des Landesherrn an den Anlagen. Die Grube gehörte – nach dem zeitweisen Erliegen des örtlichen Bergbaus als Folge des Dreißigjährigen Kriegs – zu den wenigen mit Ertrag arbeitenden des Reviers, hatte aber aufgrund des Mangels an Aufschlagwasser für die Kunstgezeuge mit den untertägigen Wasserzuflüssen zu kämpfen. So soff die Mordgrube – aufgrund der Wasserschwierigkeiten inzwischen eine der ertragsärmeren Gruben des Reviers – im Jahr 1804 trotz des Kunstgezeugs unterhalb der Stollnsohle ab.

Zu einer nachhaltigen Belebung des Grubenbetriebs kam es erst durch die umfassende Modernisierung der Alten Mordgrube ab dem ersten Drittel des 19. Jahrhunderts. Hierbei konzentrierte man sich auf den Anfang des 18. Jahrhunderts abgeteuften Hauptförderschacht des Grubenfeldes, den nach dem Obersteiger der Grube Johann Gottlob Mende (1744–1818) benannten Menden-Schacht. (Die These, dass die Schachtbezeichnung auf den sächsischen Kunstmeister Johann Friedrich Mende zurückgeht, wird etwa in Wagenbreth/Wächtler 1986, S. 222, formuliert.) Mit der Errichtung eines Pferdegöpels im Jahr 1815 konnte die bisher mit einer dreimännischen Handhaspel erfolgte Erzförderung verbessert werden, doch erst die Modernisierung der Wasserhebungsanlagen war entscheidend für den Aufschwung des Grubenbetriebs. So zog die Mordgrube den Einbau von vier, jeweils von eigenen Kunsträdern angetriebenen Kunstgezeugen in Erwägung, entschied sich jedoch stattdessen für die Installation einer einzigen Wassersäulenmaschine. Der tonnenlägige Menden-Schacht wurde daraufhin ab 1820 für den Einbau einer derartigen Anlage vorbereitet.

Die 1823/1824 von dem sächsischen Kunstmeister Christian Friedrich Brendel (1776–1861) ausgeführte Wassersäulenmaschine befand sich auf dem Niveau des Tiefen Fürsten-Stollns in ca. 140 m Tiefe und betrieb dort ein Kunstgestänge mit 52 Kunstsätzen (Saugpumpen), die das Grubenwasser auf Stollnniveau hoben. Die Anlage zeichnete sich durch ihren hohen Wirkungsgrad aus – ihre Leistung entsprach der von sieben herkömmlichen Kunstgezeugen – und sollte als zweite und berühmteste Brendel’sche Wassersäulenmaschine über Jahrzehnte hinweg in den Lehrbüchern der Maschinenkunde behandelt werden. Die erste, von Brendel in den Jahren 1819/1820 für die Grube Reicher Bergsegen (vgl. 09208533) ausgeführte derartige Anlage folgte noch der von seinem Vorvorgänger Mende eingeführten Konstruktionsweise. Die Altmordgrübner Wassersäulenmaschine verbesserte Brendel hingegen nach eigenen Vorstellungen und stattete sie erstmals mit der nach ihm benannten Kolbensteuerung aus. Die Wassersäulenmaschine blieb bis zur Stilllegung der Grube 1896 in Betrieb.

Mit der nunmehr durch die verbesserte Wasserhaltung intensivierte Erzabbau in größeren Teufen erforderte allerdings eine weitere Modernisierung der Erzförderung. So ersetzte man den Pferdegöpel 1924 durch einen unter der Haldenoberfläche eingebrachten Wassergöpel und errichtete ein massives Treibehaus darüber. Beaufschlagt wurde das 11 m hohe Kehrrad aus der 12 m tief unter der Halde aus südlicher Richtung herbeigeführten und zwischen 1795 und 1799 angelegten Mendenschachter Aufschlagrösche (vgl. 9304679), die das Aufschlagwasser letztlich aus dem Kohlbach Kunstgraben (vgl. 09208685) abzweigte. Aus der Kehrradstube gelangte das Aufschlagwasser direkt in das Einfallsrohr der Brendel’schen Wassersäulenmaschine und wurde nach dem Überwinden einer seigeren Fallhöhe von ca. 100 m schließlich über den Tiefen Fürsten-Stolln und später über den etwas tiefer einkommenden Moritz-Stolln gelöst.

Parallel zu den untertägigen Modernisierungsmaßnahmen errichtete die Alte Mordgrube mehrere neue Tagegebäude auf der wachsenden Halde des Menden-Schachts. So entstand im Jahr 1820 eine Bergschmiede und im Jahr 1822 ein neues und größeres Huthaus für den Grubenbetrieb. Über das um 1820 angelegte Wasserhebehaus auf einem kleinen Tageschacht zur untertägig verlaufenden Aufschlagrösche konnte das Areal mit Brauchwasser versorgt werden. Um die immer größeren Mengen ausgebrachter Erze aufbereiten zu können, entstand zudem im Norden der Halde in den Jahren 1828/1929 eine neue Poch- und Stoßherdwäsche. Das Aufschlag- und Wäschwasser für diese Anlage stammte dabei nicht nur aus dem Hohe Birke Kunstgraben (vgl. 09208686), sondern konnte auch über eine weitere Rösche aus dem für die Wasserkraftmaschinen im Menden-Schacht bestimmten Wassers abgezogen werden. Nach dem Austritt aus dem Haldenkörper nahm ein Kunstgraben, der über einen künstlich aufgeschütteten, 268 m langen Erddamm bis zu den Aufbereitungsanlagen führte, das Aufschlagwasser auf.

Zudem diente der Erddamm als Erzbahndamm für eine ebenfalls von Brendel konstruierte Eisenschienenbahn – die erste im Freiberger Revier und vermutlich auch im sächsischen Raum. Über diese konnte das Erz nun in mit Menschenkraft bewegten Hunten anstatt mit Pferdefuhrwerken von den Erzrollen im Haldenkörper über einen kurzen Tunnelabschnitt und den anschließenden Erzbahndamm auf direktem Weg zur Aufbereitung transportiert werden.

Ursprünglich eine Silbererzgrube, baute die Alte Mordgrube später auch das für die Hüttenprozesse wichtige Bleierz ab. So galt sie etwa um 1830 als wichtigste Bleierzgrube des Reviers. Die Abbaue befanden sich dabei hauptsächlich auf den Erzgängen Alte Mordgrube Stehender, Gott hilf in der Not Stehender sowie Leander Stehender. Zur Mitte des 19. Jahrhunderts erfolgte die Ausweiterung des Abbaugebiets auf den weiter im Norden gelegenen Erzgang Trost Israel Flacher. Im Zuge dessen wurde ab 1844 etwa 700 m nördlich des Menden-Schachts ein weiterer Kunst- und Treibeschacht abgeteuft. Der sogenannte Constantin Schachts (vgl. 09201117) erreichte den in 128 m Tiefe einkommenden Moritz-Stolln im Jahr 1847. Die entstehende Fallhöhe zum Wasserlösestolln nutzte man zum Betrieb eines Kehrrads sowie eines später durch eine Wassersäulenmaschine ersetzten Kunstrades mit Kunstgezeug aus.

Auch am Menden-Schacht wurden Mitte des 19. Jahrhunderts weitere bauliche und technische Veränderungen vorgenommen. So entstand 1853 ein großes Zimmer- und Materialhaus, das später auch als Bethaus der Alten Mordgrube genutzt wurde. 1854 wurde der Wassergöpel durch eine der ersten Dampfförderanlagen im Freiberger Revier mit einer Leistung von 20 PS ersetzt. Unmittelbar an das alte Wassergöpeltreibehaus des Menden-Schachts anschließend entstanden in diesem Zusammenhang neben einem neuen Treibehaus auch ein Kessel- und ein Maschinenhaus. In geringer Entfernung vervollständigte ein Kohlenhaus die Anlage. Die erst 1820 errichtete Bergschmiede wurde 1856 durch einen größeren Neubau ersetzt.

Im selben Jahr vereinigte sich die Alte Mordgrube mit den Nachbargruben Neu Glück und Drei Eichen (vgl. 09208748) und Vereinigt Feld in der Buschrevier (vgl. 09208533) zu der Grube Vereinigt Feld bei Brand. Lediglich die Alte Mordgrube erwies sich dabei als einigermaßen ertragreiche Abteilung, während die anderen konsolidierten Grubenbetriebe bereits um 1860 mit sinkenden Erträgen zu kämpfen hatten. Für den Betrieb des Menden-Schachts bedeutete das Einbringen des im Vergleich zum Tiefen Fürsten-Stolln 116 m tiefer liegenden Rothschönberger-Stolln im Jahr 1877 eine starke Erleichterung der Wasserhaltung, denn die Wasserlösung erfolgte nun bereits in einer Tiefe von 269 m. Die damit für die Förderung frei werdende Maschinenleistung ermöglichte es der Alten Mordgrube noch um 1880, neue Erzabbaue in einer Tiefe von bis zu 450 m anzulegen.

Doch angesichts sinkender Silberpreise auf dem internationalen Markt konnten auch die Verstaatlichung der wichtigsten Silbererzgruben des Reviers im Jahr 1886 und eine weitere Konsolidierung der Grube Vereinigt Feld bei Brand mit den Gruben Beschert Glück (vgl. 09201115) und Junge Hohe Birke (vgl. 09201092) zur Königlichen Mittelgrube den allgemeinen Niedergang des Bergbaus nicht verhindern. 1896 folgte daher schließlich die Stilllegung der Grube.

In den Folgejahren siedelte sich die 1859 in Freiberg gegründete Moritz Stecher Lederwerke und Militäreffektenfabrik am Standort der nun „Vereinigt Feld“ genannten Mordgrübner Wäsche an. Von Vorteil waren dabei der vorhandene Gleisanschluss sowie die gewährleistete Wasserversorgung. In dem im Jahr 1900 eröffneten „Werk Zug“ wurden Militärleder, Riemen- und Vacheleder (Schuhsohlenleder) hergestellt, die im älteren Werk in der Schmiedestraße in Freiberg vor allem zu Militärausrüstung, aber auch zu Einstechrahmen sowie zu Fahrradsätteln und -taschen weiterverarbeitet wurden. Vor allem aufgrund wiederholter Militäraufträge – insbesondere auch während des Ersten und Zweiten Weltkriegs – gehörte die Lederfabrik zu den bedeutenden Militäreffektenfabriken in Sachsen. Nach 1945 wurde das Unternehmen in den VEB Vereinigte Lederwerke Zug umgewandelt.

Nachdem für das neue Werksgelände zunächst nur ein Pachtverhältnis vorlag, erwarb das Unternehmen den Standort im Jahr 1904 und übernahm zugleich das karge Haldenplateau des Menden-Schachts mitsamt den darauf befindlichen ehemaligen Tagegebäuden. Diese wurden zu Wohngebäuden für die Belegschaft umgebaut, durch neue Wohn- und Zweckbauten ergänzt, darunter villenartige Gebäude für die Fabrikanten und leitenden Angestellten des Unternehmens, und mit umfangreichen Grünanlagen umgeben. Das Treibe-, Kessel- und Maschinenhaus nutzte man ab 1906 als Ausflugslokal mit dem Namen „Zur Zugspitze“ und erweiterte es 1924 um einen Festsaal, während das ältere Wassergöpeltreibehaus 1903 und der markante Schornstein noch 1930 abgebrochen wurde. Die Halde unterzog man nicht nur in der näheren Umgebung des Ausflugslokals einer umfangreichen Umgestaltung zur Parkanlage. Die tagesnahe Kehrradstube im Haldenkörper wurde 1980 im Zuge von Bergsicherungsmaßnahmen verfüllt. In den letzten Jahren erfolgte eine denkmalgerechte Sanierung verschiedener ehemaliger Tagegebäude des Ensembles, die auch heute noch hauptsächlich als Wohngebäude dienen. Auch das Ausflugslokal wird seit 2005 nach einer kurzen Zeit des Leerstandes wieder als Restaurantbetrieb „Zugspitze“ genutzt.

Denkmalwert: Die noch erhaltenen Gebäude und Anlagen des Standorts geben einerseits einen Überblick über die Entwicklung der Alten Mordgrube zwischen 1820 und 1870 und lassen gerade in Verbindung mit der großen Halde auch heute noch erkennen, dass der Grubenbetrieb im 19. Jahrhundert zu den großen Gruben des Freiberger Reviers zählte. Andererseits zeugen sie von der Umnutzung des Areals nach der Stilllegung des hiesigen Bergbaus durch die Lederwerke Moritz Stecher und sind damit nicht nur bergbaugeschichtlich von Bedeutung, sondern auch aufgrund ihres Wertes für die Industrie- und Regionalgeschichte Brand-Erbisdorfs. Die Umgestaltung des Bergbaustandorts im Zuge dieser Übernahme beeinträchtigt die Ablesbarkeit der ursprünglich vorhandenen Nutzungen und Funktionszusammenhänge nur unwesentlich, fügt dem Ensemble aber eine weitere Bedeutungsebene hinzu. So fand die Umgestaltung zu einer Wohnsiedlung mit Naherholungsanlage auf begrünter Bergehalde für die Fabrikanten und hohen Beamten der Lederwerke Moritz Stecher in einer Zeit statt, in der sich die Gartenstadt-Idee in Deutschland durchsetzte. Damit kommt dem Ensemble aus ehemaligen Tagegebäuden sowie später hinzugefügter Wohnbebauung auch ein sozialgeschichtlicher Wert zu.

Zur Erschließung des Funktionszusammenhanges der ursprünglich bergbaulich genutzten Gebäude und Anlagen ist neben der Form und Gestaltung der Baukörper etwa auch ihre Lagebeziehung ein wichtiges Indiz. So markieren etwa Wasserhebehaus und ehemaliges Treibehaus sowie Röschenmundlöcher und Erzbahndamm den untertägigen Verlauf der Mendenschachter Aufschlagrösche und dessen Fortsetzung in Richtung der nicht mehr erhaltenen Mordgrübner Erzwäschen. Der Erzbahndamm als Relikt der ersten sächsischen „Eisenbahn“ steht – ebenso wie die unter Tage weitgehend erhaltene Wassersäulenmaschine (Brendels leistungsfähigste und berühmteste) – für die ingenieurtechnischen Leistungen des sächsischen Kunstmeisters Christian Friedrich Brendel, so dass diesen Zeugnissen nicht nur ein hoher technikgeschichtlicher, sondern auch ein personengeschichtlicher Wert zukommt.

Der Standort der Alten Mordgrube besitzt darüber hinaus auch in Verbindung mit dem Lederfabrikanten Moritz Stecher (1838–1903) sowie nachfolgend mit seinen Söhnen Max und Emil Moritz Stecher eine personengeschichtliche Bedeutung. So nahm Moritz Stecher großen Einfluss auf die Entwicklung der Freiberger Lederindustrie und zeichnete sich u. a. verantwortlich als Mitbegründer und Förderer der Deutschen Gerberschule (1889) sowie der Deutschen Versuchsanstalt für Lederindustrie (1897). Langjährig als Stadtrat tätig, wurde Stecher aufgrund seiner vielfältigen Verdienste für die Stadt Freiberg zum Ehrenstadtrat ernannt. Max Stecher (1869–1940) engagierte sich ebenfalls für die vorgenannten Schul- und Forschungsinstitute, u. a. als Vorsitzender des Schulvorstandes der Deutschen Gerberschule ab 1919 und des Kuratoriums der Deutschen Versuchsanstalt für Lederindustrie ab 1928. Zudem war er maßgeblich für die Auswahl des Standorts der Alten Mordgrube zur Ansiedlung eines neuen Zweigwerks sowie für den Aufbau der „Arbeiterkolonie“ auf der Halde des Menden-Schachts und hatte daher großen Anteil an der Erhaltung eines wichtigen Zeugnisses der Bergbaugeschichte Sachsens. Sein Bruder Emil Moritz Stecher (1873–?) betätigte sich hingegen langjährig als Vorstandsmitglied des sächsischen Gewerbeverbands und des Zentralvereins der Deutschen Lederindustrie.

Das vorliegende Ensemble ist daher in mehrfacher Hinsicht ein beeindruckendes Zeugnis der Bergbau- und Industriegeschichte Brand-Erbisdorfs und nicht nur aufgrund einer der größten Halden des Brander Reviers prägend für das Orts- und Landschaftsbild. Nicht zuletzt die Umnutzung der ehemaligen Bergbauanlage zu einer dem Gartenstadtgedanken verpflichteten Wohnsiedlung auf einer landschaftspflegerisch gestalteten Halde kann als Alleinstellungsmerkmal des gesamten Ensembles dienen. Der Bevölkerung seit langem als lohnenswertes Ausflugsziel im Bewusstsein, ergibt sich zudem ein hoher Erinnerungs- und Erlebniswert der gesamten Anlage.

Nach der Stilllegung des Bergbaus auf der Alten Mordgrube im Jahre 1896 siedelten sich die Lederwerke Moritz Stecher auf dem Standort der Mordgrübner Wäsche an. Im Jahre 1904 übernahmen die Lederwerke auch die Halde des Menden-Schachtes mitsamt den darauf befindlichen ehemaligen Tagegebäuden der Fundgrube. Diese wurden zu Wohngebäuden für die Belegschaft umgebaut, durch neue Wohn- und Zweckbauten ergänzt und mit umfangreichen Grünanlagen umgeben. Während auf dem Haldenplateau in der näheren Umgebung des Ausflugslokals, dem ehemaligen Treibe-, Kessel- und Maschinenhaus (vgl. 09209999), eine öffentliche, mit Teichen, Aussichten, Felsenpartien und Denkmälern romantisierend gestaltete Parkanlage entstand, wurden unterhalb des Haldenplateaus zwei Obstwiesen angelegt. Eine der beiden befand sich ursprünglich auf einem niedrigeren Haldenplateau unterhalb der mit Hainbuchenhecken gestalteten Terrasse des Ausflugslokals. Eine weitere wurde nördlich der Halde des Menden-Schachts auf der Fläche zwischen der Haldenkante, der heutigen Straße An der Zugspitze, der Bahnstrecke Brand-Erbisdorf–Langenau mit dem Haltepunkt Himmelsfürst sowie dem Erzbahndamm angelegt (Teil der o. g. Sachgesamtheit). Im südlichen Teil ist diese Obstwiese trotz ihres verwilderten Zustandes noch deutlich am Baumbestand zu erkennen.
5. ↑  Halde des Menden-Schachts:

Die Halde mit anschließendem Erzbahndamm erstreckt sich über eine Gemeindegrenze hinweg: Gemeinde Brand-Erbisdorf, Ortsteil Brand-Erbisdorf, Gemarkung Erbisdorf (Flurstücke 805, 806, 807) – vgl. 09208674 – sowie Gemeinde Weißenborn/Erzgeb., Ortsteil Berthelsdorf/Erzgeb., Gemarkung Berthelsdorf/Erzgeb. (Flurstück 417/4, 816, 817) – vgl. 09305166.

Die Halde des Menden-Schachts der Alten Mordgrube ist eine der größten ihrer Art im Brander und Freiberger Bergbaurevier und geht im Wesentlichen auf die Bergbautätigkeit des 19. Jahrhunderts zurück. Mit einer Höhe von etwa 496 m ü. NN ist sie eine der höchsten Erhebungen der Umgebung. Sie liegt überwiegend auf dem Brand-Erbisdorfer Gemeindegebiet, lediglich ein niedrigeres Haldenplateau im Nordosten befindet sich bereits auf der Gemarkung Berthelsdorf/Erzgeb. Hier – durch eine mächtige Bruchsteinmauer vom ca. 6 Meter höheren Hauptplateau der Halde getrennt und über eine Treppenanlage mit der Terrasse des Ausflugslokals und früheren Treibe-, Kessel- und Maschinenhauses der Alten Mordgrube (vgl. 09209999) verbunden – befand sich ursprünglich eine Obstwiese.

Im Norden der Mendenschachter Halde schließt sich ein seitlich teils mit Trockenmauern befestigter, 268 Meter langer Erddamm an den Haldenkörper an, der sich ebenfalls über die Brand-Erbisdorfer Gemeindegrenze hinweg und in die Gemarkung Berthelsdorf/Erzgeb. hinein erstreckte. Der Damm wurde in den Jahren 1829/1830 angelegt, um die 1828/1929 weiter nördlich des Menden-Schachts errichtete neue Poch- und Stoßherdwäsche an die bestehenden Förder- und Erzscheideanlagen der Alten Mordgrube anzubinden. So diente er einerseits als Erzbahndamm für eine von dem sächsischen Kunstmeister Christian Friedrich Brendel konstruierte Eisenschienenbahn, mit der das geschiedene Erz über den bereits genannten Tunnel im Haldenkörper und den an der nördlichen Haldenkante anschließenden Erddamm von den Erzrollen bis zu den Aufbereitungsanlagen transportiert werden konnte. Die hier zum Einsatz kommenden englischen Förderwagen waren mit Spurkranzrädern ausgestattet und ließen sich auf eisenbeschlagenen Kanthölzern trotz ihres Gewichts mit Menschenkraft fortbewegen. Ein Teilstück dieser frühen Gleisanlage ist heute als Rekonstruktion auf dem Erzbahndamm zu sehen. Zugleich diente der Erzbahntunnel als Abzugsrösche des Menden-Schachts und leitete das nicht von den Wasserkraftmaschinen verbrauchte Aufschlagwasser über einen ebenfalls auf dem Erddamm angelegten Kunstgraben den Aufbereitungsanlagen zu. Ein wieder freigelegtes Teilstück des Kunstgrabens zeugt heute noch von dieser zweiten Zweckbestimmung der Anlage.

Der Erddamm wurde mit dem Bau der Eisenbahnstrecke zwischen Berthelsdorf und Großhartmannsdorf im Jahr 1890 durchbrochen und mit einem Brückenbauwerk ergänzt. Letzteres hat sich nicht erhalten, so dass der Damm heute kurz vor der Trasse endet. Die sich 1900, einige Jahre nach der Stilllegung des hiesigen Bergbau- und Erzaufbereitungsbetriebs, am Standort der Mordgrübner Poch- und Stoßherdwäsche ansiedelnden Lederwerke Moritz Stecher erhielten ihr Brauchwasser schließlich nicht mehr über den Kunstgraben, sondern mittels Rohrleitung aus der Mendenschachter Abzugsrösche. Ein weiterer Teil entstammte dem Hohe Birke Kunstgraben (vgl. 09208686). Die Halde wurde 1904 von den Lederwerken erworben und zu einer Arbeitersiedlung mit umgebender Parkanlage umgestaltet. Die umgenutzten sowie neu errichteten Gebäude dienten nun zu Wohnzwecken oder als Ausflugslokal, während das umgebende Haldenplateau mit einem umfangreichen Wegesystem, Teichen, Aussichtspunkten und Denkmälern versehen sowie gärtnerisch gestaltet und mit haldenuntypischen Gewächsen bepflanzt wurde (vgl. hierzu die Beschreibung des Gartendenkmals im Sachgesamtheitsdokument „Alte Mordgrube“ – 09208594). Der Erddamm diente nun als Verbindungsweg zwischen Lederwerken und werkseigener „Arbeiterkolonie“ und wurde mit einer Baumallee bepflanzt (vgl. etwa eine Werksansicht um 1910).

Im Kontext mit der Halde des Menden-Schachts und den über Tage erhaltenen und als solche erkennbaren ehemaligen Bergbauanlagen sowie den teils fragmentarisch erhaltenen Zeugnissen des Erztransports und der Wasserversorgung zwischen Schacht, Scheidebank und Aufbereitungsanlagen hat der Erzbahn- bzw. Kunstgrabendamm eine große Bedeutung für die Bergbaugeschichte des Brander Reviers. Er zeugt als Teil der komplexen Infrastruktur, die zwischen Menden-Schacht und Mordgrübner Erzwäsche bestand, vor allem von der ersten im Freiberger Revier und vermutlich auch im sächsischen Raum eingesetzten Eisen(schienen)bahn von Christian Friedrich Brendel. Neben ihrer Bedeutung für die Innovationsgeschichte der sächsischen Eisenbahn – der wirtschaftliche Erfolg dieser Erzförderung ohne herkömmliche Pferdefuhrwerke und mit jährlichen Einsparungen von etwa 400 Talern wurde auch als Argument in der Diskussion um den Eisenbahnbau Dresden–Leipzig genutzt – kommt der Anlage daher zudem eine personengeschichtlicher Bedeutung zu.